# Brazília a 2012. évi nyári olimpiai játékokon
Brazília a nagy-britanniai Londonban megrendezett 2012. évi nyári olimpiai játékok egyik részt vevő nemzete volt. Az országot az olimpián 27 sportágban 247 sportoló képviselte, akik összesen 17 érmet szereztek.

## Érmesek
| Érem  | Versenyző | Sportág    | Versenyszám          |
| ----- | --- | ---------- | -------------------- |
| Arany | Sarah Menezes | Cselgáncs  | Női légsúly          |
| Arany | Nemzeti válogatott da Silva Dani Lins Fabi Fabiana Claudino Fernanda Garay Fernandinha Jaqueline Natália Pereira Paula Sheilla Tandara Caixeta Thaísa Menezes                                                  | Röplabda   | Női                  |
| Arany | Arthur Zanetti | Torna      | Férfi gyűrű          |
| Ezüst | Nemzeti válogatott Alexandre Pato Leandro Damião Danilo Gabriel Vasconcelos Ferreira Ganso Hulk Juan Lucas Marcelo Vieira Neto Neymar Oscar Rafael da Silva Rômulo Sandro Alex Sandro Thiago Silva Bruno Uvini | Labdarúgás | Férfi                |
| Ezüst | Esquiva Florentino | Ökölvívás  | Férfi középsúly      |
| Ezüst | Nemzeti válogatott Bruno Rezende Dante Giba Leandro Neves Lucas Saatkamp Murilo Ricardo Garcia Rodrigão Sérgio Santos Sidão Thiago Alves Wallace de Souza                                                      | Röplabda   | Férfi                |
| Ezüst | Alison Cerutti Emanuel Rego | Röplabda   | Férfi strandröplabda |
| Ezüst | Thiago Pereira | Úszás      | Férfi 400 m vegyes   |
| Bronz | Felipe Kitadai | Cselgáncs  | Férfi légsúly        |
| Bronz | Rafael Silva | Cselgáncs  | Férfi nehézsúly      |
| Bronz | Mayra Aguiar | Cselgáncs  | Női félnehézsúly     |
| Bronz | Yamaguchi Florentino | Ökölvívás  | Férfi félnehézsúly   |
| Bronz | Adriana Araújo | Ökölvívás  | Női könnyűsúly       |
| Bronz | Yane Marques | Öttusa     | Női                  |
| Bronz | Juliana Felisberta Larissa França | Röplabda   | Női strandröplabda   |
| Bronz | César Cielo Filho | Úszás      | Férfi 50 m gyors     |
| Bronz | Bruno Prada Robert Scheidt | Vitorlázás | Férfi csillaghajó    |

## Asztalitenisz
Férfi
| Versenyző                                  | Versenyszám | Selejtező         | 64-es főtábla                                                   | 48-as főtábla     | 32-es főtábla     | Nyolcaddöntő                                                    | Negyeddöntő       | Elődöntő          | Döntő             | Helyezés |
| Versenyző                                  | Versenyszám | Ellenfél Eredmény | Ellenfél Eredmény                                               | Ellenfél Eredmény | Ellenfél Eredmény | Ellenfél Eredmény                                               | Ellenfél Eredmény | Ellenfél Eredmény | Ellenfél Eredmény | Helyezés |
| ------------------------------------------ | ----------- | ----------------- | --------------------------------------------------------------- | ----------------- | ----------------- | --------------------------------------------------------------- | ----------------- | ----------------- | ----------------- | -------- |
| Gustavo Tsuboi                             | Egyes       | erőnyerő          | Zengyi Wang (POL) · 11–8, 9–11, 11–9, 11–9, 5–11, 8–11, 10–12   | kiesett           | kiesett           | kiesett                                                         | kiesett           | kiesett           | kiesett           | 49.      |
| Hugo Hoyama                                | Egyes       | erőnyerő          | Szaumjadzsit Ghos (IND) · 9–11, 12–14, 11–7, 10–12, 11–5, 10–12 | kiesett           | kiesett           | kiesett                                                         | kiesett           | kiesett           | kiesett           | 49.      |
| Hugo Hoyama Thiago Monteiro Gustavo Tsuboi | Csapat      |                   |                                                                 |                   |                   | Hongkong (HKG) · Leung Chu Yan · Tang Peng · Jiang Tianyi · 0–3 | kiesett           | kiesett           | kiesett           | 9.       |

Női
| Versenyző                             | Versenyszám | Selejtező                                   | 64-es főtábla                                      | 48-as főtábla     | 32-es főtábla     | Nyolcaddöntő                                                    | Negyeddöntő       | Elődöntő          | Döntő             | Helyezés |
| Versenyző                             | Versenyszám | Ellenfél Eredmény                           | Ellenfél Eredmény                                  | Ellenfél Eredmény | Ellenfél Eredmény | Ellenfél Eredmény                                               | Ellenfél Eredmény | Ellenfél Eredmény | Ellenfél Eredmény | Helyezés |
| ------------------------------------- | ----------- | ------------------------------------------- | -------------------------------------------------- | ----------------- | ----------------- | --------------------------------------------------------------- | ----------------- | ----------------- | ----------------- | -------- |
| Lígia da Silva                        | Egyes       | Yasmin Farah (DJI) · 11–0, 11–2, 11–2, 11–4 | Joanna Parker (GBR) · 7–11, 5–11, 9–11, 5–11       | kiesett           | kiesett           | kiesett                                                         | kiesett           | kiesett           | kiesett           | 49.      |
| Caroline Kumahara                     | Egyes       | Anolyn Lulu (VAN) · 11–5, 11–9, 11–2, 11–3  | Lay Jian Fang (AUS) · 11–8, 1–11, 5–11, 6–11, 1–11 | kiesett           | kiesett           | kiesett                                                         | kiesett           | kiesett           | kiesett           | 49.      |
| Gui Lin Caroline Kumahara Lígia Silva | Egyes       |                                             |                                                    |                   |                   | Dél-Korea (KOR) · Kim Gjonga · Szok Hadzsong · Pak Mijong · 0–3 | kiesett           | kiesett           | kiesett           | 9.       |

## Atlétika
Férfi
| Versenyző                                                         | Versenyszám     | Selejtező | Selejtező | Selejtező | Előfutam | Előfutam | Előfutam | Elődöntő | Elődöntő | Elődöntő | Döntő   | Döntő    |
| Versenyző                                                         | Versenyszám     | Idő       | Hely.     | Össz.     | Idő      | Hely.    | Össz.    | Idő      | Hely.    | Össz.    | Idő     | Helyezés |
| ----------------------------------------------------------------- | --------------- | --------- | --------- | --------- | -------- | -------- | -------- | -------- | -------- | -------- | ------- | -------- |
| Nilson André                                                      | 100 m           | kiemelt   | kiemelt   | kiemelt   | 10,26    | 5.       | 28.      | kiesett  | kiesett  | kiesett  | kiesett | kiesett  |
| Aldemir da Silva Júnior                                           | 200 m           |           |           |           | 20,53    | 2.       | 10.      | 20,63    | 5.       | 16.      | kiesett | kiesett  |
| Bruno de Barros                                                   | 200 m           |           |           |           | 20,52    | 2.       | 8.*      | 20,55    | 6.       | 13.      | kiesett | kiesett  |
| Sandro Viana                                                      | 200 m           |           |           |           | 21,05    | 7.       | 43.*     | kiesett  | kiesett  | kiesett  | kiesett | kiesett  |
| Fabiano Peçanha                                                   | 800 m           |           |           |           | 1:46,29  | 2.       | 13.*     | 1:46,29  | 7.       | 19.      | kiesett | kiesett  |
| Marílson dos Santos                                               | Maraton         |           |           |           |          |          |          |          |          |          | 2:11:10 | 5.       |
| Paulo Roberto Paula                                               | Maraton         |           |           |           |          |          |          |          |          |          | 2:12:17 | 8.       |
| Franck Caldeira                                                   | Maraton         |           |           |           |          |          |          |          |          |          | 2:13:35 | 13.      |
| Aldemir da Silva Júnior Sandro Viana Nilson André Bruno de Barros | 4 × 100 m váltó |           |           |           | 38,35    | 4.       | 10.      |          |          |          | kiesett | kiesett  |
| Caio Bonfim                                                       | 20 km gyaloglás |           |           |           |          |          |          |          |          |          | 1:24:45 | 39.      |

| Versenyző               | Versenyszám   | Selejtező                | Selejtező                | Döntő    | Döntő    |
| Versenyző               | Versenyszám   | Eredmény                 | Helyezés                 | Eredmény | Helyezés |
| ----------------------- | ------------- | ------------------------ | ------------------------ | -------- | -------- |
| Guilherme Cobbo         | Magasugrás    | 221 cm                   | 16.***                   | kiesett  | kiesett  |
| Fábio Gomes da Silva    | Rúdugrás      | érvényes kísérlet nélkül | érvényes kísérlet nélkül | kiesett  | kiesett  |
| Mauro Vinícius da Silva | Távolugrás    | 811 cm                   | 1.                       | 801 cm   | 7.       |
| Jonathan Henrique Silva | Hármasugrás   | 15,59 m                  | 26.                      | kiesett  | kiesett  |
| Ronald Julião           | Diszkoszvetés | 56,20 m                  | 41.                      | kiesett  | kiesett  |

| Versenyző           | Versenyszám | 100 m | 100 m | Távolugrás | Távolugrás | Súlylökés | Súlylökés | Magasugrás | Magasugrás | 400 m | 400 m | 110 m gát | 110 m gát | Diszkoszvetés | Diszkoszvetés | Rúdugrás | Rúdugrás | Gerelyhajítás | Gerelyhajítás | 1500 m  | 1500 m | Végeredmény | Végeredmény |
| Versenyző           | Versenyszám | Idő   | Pont  | Eredmény   | Pont       | Eredmény  | Pont      | Eredmény   | Pont       | Idő   | Pont  | Idő       | Pont      | Eredmény      | Pont          | Eredmény | Pont     | Eredmény      | Pont          | Idő     | Pont   | Pont        | Helyezés    |
| ------------------- | ----------- | ----- | ----- | ---------- | ---------- | --------- | --------- | ---------- | ---------- | ----- | ----- | --------- | --------- | ------------- | ------------- | -------- | -------- | ------------- | ------------- | ------- | ------ | ----------- | ----------- |
| Luiz Alberto Araújo | Tízpróba    | 10,70 | 929   | 716 cm     | 852        | 13,52 m   | 699       | 193 cm     | 740        | 48,25 | 897   | 14,79     | 875       | 44,76 m       | 762           | 460 cm   | 790      | 51,59 m       | 612           | 4:38,04 | 693    | 7849        | 19.         |

Női
| Versenyző                                                                  | Versenyszám     | Selejtező | Selejtező | Selejtező | Előfutam | Előfutam | Előfutam | Elődöntő | Elődöntő | Elődöntő | Döntő   | Döntő    |
| Versenyző                                                                  | Versenyszám     | Idő       | Hely.     | Össz.     | Idő      | Hely.    | Össz.    | Idő      | Hely.    | Össz.    | Idő     | Helyezés |
| -------------------------------------------------------------------------- | --------------- | --------- | --------- | --------- | -------- | -------- | -------- | -------- | -------- | -------- | ------- | -------- |
| Rosangela Santos                                                           | 100 m           | kiemelt   | kiemelt   | kiemelt   | 11,07    | 2.       | 11.**    | 11,17    | 3.       | 12.      | kiesett | kiesett  |
| Evelyn dos Santos                                                          | 200 m           |           |           |           | 23,07    | 4.       | 21.      | 22,82    | 7.       | 15.*     | kiesett | kiesett  |
| Ana Claudia da Silva                                                       | 200 m           |           |           |           | 23,40    | 5.       | 33.*     | kiesett  | kiesett  | kiesett  | kiesett | kiesett  |
| Joelma Sousa                                                               | 400 m           |           |           |           | 52,69    | 4.       | 28.      | kiesett  | kiesett  | kiesett  | kiesett | kiesett  |
| Geisa Coutinho                                                             | 400 m           |           |           |           | 53,43    | 5.       | 32.      | kiesett  | kiesett  | kiesett  | kiesett | kiesett  |
| Adriana da Silva                                                           | Maraton         |           |           |           |          |          |          |          |          |          | 2:33:15 | 47.      |
| Jailma de Lima                                                             | 400 m gát       |           |           |           | 57,05    | 8.       | 29.      | kiesett  | kiesett  | kiesett  | kiesett | kiesett  |
| Ana Claudia da Silva Franciela Krasucki Evelyn dos Santos Rosangela Santos | 4 × 100 m váltó |           |           |           | 38,35    | 4.       | 10.      |          |          |          | kiesett | kiesett  |
| Joelma Sousa Jailma de Lima Aline dos Santos Geisa Coutinho                | 4 × 400 m váltó |           |           |           | 3:32,95  | 7.       | 15.      |          |          |          | kiesett | kiesett  |

| Versenyző          | Versenyszám   | Selejtező | Selejtező | Döntő    | Döntő    |
| Versenyző          | Versenyszám   | Eredmény  | Helyezés  | Eredmény | Helyezés |
| ------------------ | ------------- | --------- | --------- | -------- | -------- |
| Fabiana Murer      | Rúdugrás      | 450 cm    | 14.       | kiesett  | kiesett  |
| Maurren Maggi      | Távolugrás    | 637 cm    | 15.       | kiesett  | kiesett  |
| Keila Costa        | Hármasugrás   | 13,84 m   | 20.       | kiesett  | kiesett  |
| Geisa Arcanjo      | Súlylökés     | 18,47 m   | 11.       | 19,02 m  | 7.       |
| Andressa de Morais | Diszkoszvetés | 60,94 m   | 16.       | kiesett  | kiesett  |
| Laila Ferrer       | Gerelyhajítás | 58,39 m   | 21.       | kiesett  | kiesett  |

* - egy másik versenyzővel azonos eredményt ért el

** - két másik versenyzővel azonos eredményt ért el

*** - három másik versenyzővel azonos eredményt ért el

## Birkózás

### Női
Szabadfogású
| Versenyző      | Versenyszám | Selejtező         | Nyolcaddöntő                             | Negyeddöntő       | Elődöntő          | Vigaszág első kör | Vigaszág elődöntő | Bronz- mérkőzés   | Döntő             | Helyezés |
| Versenyző      | Versenyszám | Ellenfél Eredmény | Ellenfél Eredmény                        | Ellenfél Eredmény | Ellenfél Eredmény | Ellenfél Eredmény | Ellenfél Eredmény | Ellenfél Eredmény | Ellenfél Eredmény | Helyezés |
| -------------- | ----------- | ----------------- | ---------------------------------------- | ----------------- | ----------------- | ----------------- | ----------------- | ----------------- | ----------------- | -------- |
| Joice da Silva | 55 kg       | erőnyerő          | Valerija Zsolobova (RUS) · 2–0, 0–1, 0–1 | kiesett           | kiesett           |                   |                   |                   |                   | 12.      |

## Cselgáncs
Férfi
| Versenyző         | Versenyszám  | Selejtező         | 32-es főtábla                                 | Nyolcaddöntő                             | Negyeddöntő                                       | Elődöntő                          | Vigaszág elődöntő                       | Bronz- mérkőzés                       | Döntő             | Helyezés |
| Versenyző         | Versenyszám  | Ellenfél Eredmény | Ellenfél Eredmény                             | Ellenfél Eredmény                        | Ellenfél Eredmény                                 | Ellenfél Eredmény                 | Ellenfél Eredmény                       | Ellenfél Eredmény                     | Ellenfél Eredmény | Helyezés |
| ----------------- | ------------ | ----------------- | --------------------------------------------- | ---------------------------------------- | ------------------------------------------------- | --------------------------------- | --------------------------------------- | ------------------------------------- | ----------------- | -------- |
| Felipe Kitadai    | Légsúly      | erőnyerő          | Davádordzsín Tömörhüleg (MGL) · 011(0)–000(0) | Ísza Madzsrasi (KSA) · 021(0)–000(0)     | Rishod Sobirov (UZB) · 000(1)–100(0)              |                                   | Cshö Kvanghjon (KOR) · 001(1)–000(1)    | Elio Verde (ITA) · 001(1)–000(0)      |                   |          |
| Leandro da Cunha  | Harmatsúly   | erőnyerő          | Paweł Zagrodnik (POL) · 000(1)–001(1)         | kiesett                                  | kiesett                                           | kiesett                           |                                         |                                       |                   | 17.      |
| Bruno Mendonça    | Könnyűsúly   | erőnyerő          | Fred Yannick Uwase (RWA) · 100(0)–000(0)      | Dex Elmont (NED) · 000(2)–001(1)         | kiesett                                           | kiesett                           |                                         |                                       |                   | 9.       |
| Leandro Guilheiro | Váltósúly    | erőnyerő          | Konstantīns Ovčiņņikovs (LAT) · 001(0)–000(2) | Safouane Attaf (MAR) · 100(1)–000(1)     | Travis Stevens (USA) · 000(0)–010(1)              |                                   | Nakai Takahiro (JPN) · 000(2)–001(1)    |                                       |                   | 7.       |
| Tiago Camilo      | Középsúly    |                   | Roman Hontyuk (UKR) · 100(1)–000(1)           | Roberto Meloni (ITA) · 101(1)–000(1)     | Dilshod Choriyev (UZB) · 001(0)–000(2)            | Szong Denam (KOR) · 001(2)–011(2) |                                         | Ilíasz Iliádisz (GRE) · 000(2)–001(1) |                   | 5.       |
| Luciano Corrêa    | Félnehézsúly |                   | Oumar Kone (MLI) · 102(0)–000(2)              | Henk Grol (NED) · 000(3)–010(1)          | kiesett                                           | kiesett                           |                                         |                                       |                   | 9.       |
| Rafael Silva      | Nehézsúly    |                   | Þormóður Árni Jónsson (ISL) · 100(0)–000(0)   | Marius Paškevičius (LTU) · 100(1)–000(1) | Alekszandr Mihajlin (RUS) · 000(1)–000(1) (bírói) |                                   | Bor Barna (HUN) · 000(1)–000(1) (bírói) | Kim Szongmin (KOR) · 001(1)–000(2)    |                   |          |

Női
| Versenyző      | Versenyszám  | Selejtező                                  | Nyolcaddöntő                            | Negyeddöntő                            | Elődöntő                                 | Vigaszág elődöntő                      | Bronz- mérkőzés                        | Döntő                               | Helyezés |
| Versenyző      | Versenyszám  | Ellenfél Eredmény                          | Ellenfél Eredmény                       | Ellenfél Eredmény                      | Ellenfél Eredmény                        | Ellenfél Eredmény                      | Ellenfél Eredmény                      | Ellenfél Eredmény                   | Helyezés |
| -------------- | ------------ | ------------------------------------------ | --------------------------------------- | -------------------------------------- | ---------------------------------------- | -------------------------------------- | -------------------------------------- | ----------------------------------- | -------- |
| Sarah Menezes  | Légsúly      | Van Ngoc Tu (VIE) · 002(1)–000(2)          | Laetitia Payet (FRA) · 001(0)–000(1)    | Wu Shugen (CHN) · 001(1)–000(2)        | Charline Van Snick (BEL) · 001(0)–000(0) |                                        |                                        | Alina Dumitru (ROU) · 011(0)–000(1) |          |
| Érika Miranda  | Harmatsúly   | erőnyerő                                   | Kim Gjongok (KOR) · 001(0)–101(2)       | kiesett                                | kiesett                                  |                                        |                                        |                                     | 9.       |
| Rafaela Silva  | Könnyűsúly   | Miryam Roper (GER) · 002(1)–000(2)         | Karakas Hedvig (HUN) · 000(H)–100(1)    | kiesett                                | kiesett                                  |                                        |                                        |                                     | 9.       |
| Mariana Silva  | Váltósúly    | Xu Lili (CHN) · 000(1)–010(1)              | kiesett                                 | kiesett                                | kiesett                                  |                                        |                                        |                                     | 17.      |
| Maria Portela  | Középsúly    | Yuri Alvear (COL) · 000(0)–110(0)          | kiesett                                 | kiesett                                | kiesett                                  |                                        |                                        |                                     | 17.      |
| Mayra Aguiar   | Félnehézsúly | erőnyerő                                   | Hana Mareghni (TUN) · 020(0)–000(3)     | Daria Pogorzelec (POL) · 020(0)–000(0) | Kayla Harrison (USA) · 000(0)–101(0)     |                                        | Marhinde Verkerk (NED) · 100(0)–000(0) |                                     |          |
| Maria Altheman | Nehézsúly    | Anne-Sophie Mondière (FRA) · 010(1)–000(0) | Nihal Chikhrouhou (TUN) · 100(1)–000(1) | Szugimoto Mika (JPN) · 000(0)–100(0)   |                                          | Gulzsan Iszanova (KAZ) · 011(1)–000(2) | Tong Wen (CHN) · 000(1)–100(0)         |                                     | 5.       |

## Evezés
Férfi
| Versenyző        | Versenyszám  | Előfutam | Előfutam | Vigaszág | Vigaszág | Negyeddöntő | Negyeddöntő | Elődöntő | Elődöntő | Elődöntő | Döntő | Döntő   | Döntő | Helyezés |
| Versenyző        | Versenyszám  | Idő      | Hely.    | Idő      | Hely.    | Idő         | Hely.       | Típus    | Idő      | Hely.    | Típus | Idő     | Hely. | Helyezés |
| ---------------- | ------------ | -------- | -------- | -------- | -------- | ----------- | ----------- | -------- | -------- | -------- | ----- | ------- | ----- | -------- |
| Anderson Nocetti | Egypárevezős | 7:03,78  | 4.       | 7:07,17  | 1.       | 7:17,37     | 6.          | C/D      | 7:54,18  | 5.       | D     | 7:25,03 | 1.    | 19.      |

Női
| Versenyző                       | Versenyszám              | Előfutam | Előfutam | Vigaszág | Vigaszág | Negyeddöntő | Negyeddöntő | Elődöntő | Elődöntő | Elődöntő | Döntő | Döntő      | Döntő      | Helyezés |
| Versenyző                       | Versenyszám              | Idő      | Hely.    | Idő      | Hely.    | Idő         | Hely.       | Típus    | Idő      | Hely.    | Típus | Idő        | Hely.      | Helyezés |
| ------------------------------- | ------------------------ | -------- | -------- | -------- | -------- | ----------- | ----------- | -------- | -------- | -------- | ----- | ---------- | ---------- | -------- |
| Kissya Costa                    | Egypárevezős             | 8:07,75  | 4.       |          |          | 8:12,26     | 5.          | C/D      | 8:01,64  | 2.       | C     | nem indult | nem indult | 18.      |
| Luana de Assis Fabiana Beltrame | Könnyűsúlyú kétpárevezős | 7:34,37  | 6.       | 7:27,46  | 4.       |             |             |          |          |          | C     | 7:41,43    | 1.         | 13.      |

## Íjászat
Férfi
| Versenyző     | Versenyszám | Selejtező | Selejtező | 64-es főtábla                       | 32-es főtábla     | Nyolcaddöntő      | Negyeddöntő       | Elődöntő          | Döntő             | Helyezés |
| Versenyző     | Versenyszám | Pont      | Kiemelt   | Ellenfél Eredmény                   | Ellenfél Eredmény | Ellenfél Eredmény | Ellenfél Eredmény | Ellenfél Eredmény | Ellenfél Eredmény | Helyezés |
| ------------- | ----------- | --------- | --------- | ----------------------------------- | ----------------- | ----------------- | ----------------- | ----------------- | ----------------- | -------- |
| Daniel Xavier | Egyéni      | 653       | 51.       | Rafał Dobrowolski (POL) (14.) · 3–7 | kiesett           | kiesett           | kiesett           | kiesett           | kiesett           | 33.      |

## Kajak-kenu

### Síkvízi
Férfi
| Versenyző                     | Versenyszám        | Előfutam | Előfutam | Előfutam | Elődöntő | Elődöntő | Elődöntő | Döntő | Döntő    | Döntő    | Helyezés |
| Versenyző                     | Versenyszám        | Idő      | Hely.    | Össz.    | Idő      | Hely.    | Össz.    | Típus | Idő      | Helyezés | Helyezés |
| ----------------------------- | ------------------ | -------- | -------- | -------- | -------- | -------- | -------- | ----- | -------- | -------- | -------- |
| Ronilson Oliveira             | Kenu egyes 200 m   | 42,216   | 5.       | 13.      | 42,560   | 5.       | 14.      | B     | 44,586   | 4.       | 12.      |
| Erlon Silva Ronilson Oliveira | Kenu kettes 1000 m | 3:41,014 | 2.       | 7.       | 3:42,101 | 4.       | 8.       | B     | 3:41,484 | 2.       | 10.      |

### Szlalom
| Versenyző  | Versenyszám     | Selejtező | Selejtező | Selejtező | Selejtező | Selejtező     | Selejtező     | Elődöntő | Elődöntő | Döntő   | Döntő    |
| Versenyző  | Versenyszám     | 1. futam  | 1. futam  | 2. futam  | 2. futam  | Jobb eredmény | Jobb eredmény | Elődöntő | Elődöntő | Döntő   | Döntő    |
| Versenyző  | Versenyszám     | Pont      | Hely.     | Pont      | Hely.     | Pont          | Hely.         | Pont     | Hely.    | Pont    | Helyezés |
| ---------- | --------------- | --------- | --------- | --------- | --------- | ------------- | ------------- | -------- | -------- | ------- | -------- |
| Ana Sátila | Női kajak egyes | 179,92    | 21.       | 110,83    | 13.       | 110,83        | 16.           | kiesett  | kiesett  | kiesett | kiesett  |

## Kerékpározás

### BMX
| Versenyző      | Versenyszám | Selejtező | Selejtező | Negyeddöntő | Negyeddöntő | Elődöntő | Elődöntő | Döntő   | Döntő    | Helyezés |
| Versenyző      | Versenyszám | Idő       | Helyezés  | Pont        | Helyezés    | Pont     | Helyezés | Idő     | Helyezés | Helyezés |
| -------------- | ----------- | --------- | --------- | ----------- | ----------- | -------- | -------- | ------- | -------- | -------- |
| Renato Rezende | Férfi       | 38,628    | 8.        | 36          | 8.          | kiesett  | kiesett  | kiesett | kiesett  | 32.      |
| Squel Stein    | Női         | 42,995    | 15.       |             |             | 28       | 8.       | kiesett | kiesett  | 16.      |

### Hegyi-kerékpározás
| Versenyző       | Versenyszám        | Idő             | Helyezés |
| --------------- | ------------------ | --------------- | -------- |
| Rubens Donizete | Férfi terepverseny | 1:34:23 (+5:16) | 24.      |

### Országúti kerékpározás
Férfi
| Versenyző       | Versenyszám   | Idő                 | Helyezés      |
| --------------- | ------------- | ------------------- | ------------- |
| Murilo Fischer  | Mezőnyverseny | 5:46:37 (+0:40)     | 32.           |
| Gregolry Panizo | Mezőnyverseny | nem ért célba       | nem ért célba |
| Magno Nazaret   | Mezőnyverseny | nem ért célba       | nem ért célba |
| Magno Nazaret   | Időfutam      | 55:50,77 (+5:11,23) | 26.           |

Női
| Versenyző          | Versenyszám   | Idő                 | Helyezés        |
| ------------------ | ------------- | ------------------- | --------------- |
| Fernanda Souza     | Mezőnyverseny | limitidőn kívül     | limitidőn kívül |
| Janildes Fernandes | Mezőnyverseny | nem ért célba       | nem ért célba   |
| Clemilda Silva     | Mezőnyverseny | 3:35:56 (+0:27)     | 23.             |
| Clemilda Silva     | Időfutam      | 41:25,39 (+3:50,57) | 18.             |

## Kézilabda

### Női
| Brazil női kézilabdacsapat-játékoskeret                                                                               | Brazil női kézilabdacsapat-játékoskeret                                                                      |
| --- | --- |
| - Alexandra do Nascimento - Eduarda Amorim - Ana Paula Rodrigues - Francine Cararo - Chana - Fernanda da Silva - Dara | - Deonise - Mayara May - Mayssa Pessoa - Daniela Piedade - Silvia Pinheiro - Jéssica Quintino - Samira Rocha |

#### Eredmények
Csoportkör
A csoport
| Csapat               | M | Gy | D | V | G+  | G–  | Gk  | P |
| -------------------- | - | -- | - | - | --- | --- | --- | - |
| Brazília (BRA)       | 5 | 4  | 0 | 1 | 137 | 122 | +15 | 8 |
| Horvátország (CRO)   | 5 | 4  | 0 | 1 | 145 | 115 | +30 | 8 |
| Oroszország (RUS)    | 5 | 3  | 1 | 1 | 151 | 125 | +26 | 7 |
| Montenegró (MNE)     | 5 | 2  | 1 | 2 | 137 | 123 | +14 | 5 |
| Angola (ANG)         | 5 | 1  | 0 | 4 | 132 | 142 | −10 | 2 |
| Nagy-Britannia (GBR) | 5 | 0  | 0 | 5 | 91  | 166 | −75 | 0 |

| 2012. július 28. 14:30 (15:30) | Horvátország (CRO) | 23–24       | Brazília (BRA)       | Copper Box, London Nézőszám: 3942 Játékvezetők: C. Bonaventura, J. Bonaventura (FRA) |
| 2012. július 28. 14:30 (15:30) | Jovetić 6          | (10–9)      | Nascimento, Amorim 5 | Copper Box, London Nézőszám: 3942 Játékvezetők: C. Bonaventura, J. Bonaventura (FRA) |
| 2012. július 28. 14:30 (15:30) | 4× 3×              | Jegyzőkönyv | 6× 3× 1×             | Copper Box, London Nézőszám: 3942 Játékvezetők: C. Bonaventura, J. Bonaventura (FRA) |

| 2012. július 30. 19:30 (20:30) | Brazília (BRA) | 27–25       | Montenegró (MNE) | Copper Box, London Nézőszám: 3974 Játékvezetők: Olesen, Pedersen (DEN) |
| 2012. július 30. 19:30 (20:30) | Nascimento 8   | (15–16)     | K. Bulatović 5   | Copper Box, London Nézőszám: 3974 Játékvezetők: Olesen, Pedersen (DEN) |
| 2012. július 30. 19:30 (20:30) | 4× 3× 1×       | Jegyzőkönyv | 7× 3× 1×         | Copper Box, London Nézőszám: 3974 Játékvezetők: Olesen, Pedersen (DEN) |

| 2012. augusztus 1. 16:15 (17:15) | Nagy-Britannia (GBR) | 17–30       | Brazília (BRA) | Copper Box, London Nézőszám: 4622 Játékvezetők: Coulibaly, Diabate (CIV) |
| 2012. augusztus 1. 16:15 (17:15) | Byl 5                | (8–17)      | Rodrigues 7    | Copper Box, London Nézőszám: 4622 Játékvezetők: Coulibaly, Diabate (CIV) |
| 2012. augusztus 1. 16:15 (17:15) | 3× 2×                | Jegyzőkönyv | 3× 3×          | Copper Box, London Nézőszám: 4622 Játékvezetők: Coulibaly, Diabate (CIV) |

| 2012. augusztus 3. 16:15 (17:15) | Oroszország (RUS) | 31–27       | Brazília (BRA) | Copper Box, London Nézőszám: 4741 Játékvezetők: Lazaar, Reveret (FRA) |
| 2012. augusztus 3. 16:15 (17:15) | Turej 7           | (15–14)     | Nascimento 9   | Copper Box, London Nézőszám: 4741 Játékvezetők: Lazaar, Reveret (FRA) |
| 2012. augusztus 3. 16:15 (17:15) | 7× 3×             | Jegyzőkönyv | 2× 2×          | Copper Box, London Nézőszám: 4741 Játékvezetők: Lazaar, Reveret (FRA) |

| 2012. augusztus 5. 11:15 (12:15) | Brazília (BRA)  | 29–26       | Angola (ANG) | Copper Box, London Nézőszám: 4585 Játékvezetők: Bartlett, Stokes (GBR) |
| 2012. augusztus 5. 11:15 (12:15) | három játékos 5 | (14–9)      | Kiala 6      | Copper Box, London Nézőszám: 4585 Játékvezetők: Bartlett, Stokes (GBR) |
| 2012. augusztus 5. 11:15 (12:15) | 1× 3×           | Jegyzőkönyv | 3× 3×        | Copper Box, London Nézőszám: 4585 Játékvezetők: Bartlett, Stokes (GBR) |

Negyeddöntő
| 2012. augusztus 7. 10:00 (11:00) | Brazília (BRA) | 19–21       | Norvégia (NOR) | Copper Box, London Nézőszám: 4549 Játékvezetők: C. Bonaventura, J. Bonaventura (FRA) |
| 2012. augusztus 7. 10:00 (11:00) | Nascimento 5   | (13–9)      | Koren 5        | Copper Box, London Nézőszám: 4549 Játékvezetők: C. Bonaventura, J. Bonaventura (FRA) |
| 2012. augusztus 7. 10:00 (11:00) | 3× 3×          | Jegyzőkönyv | 1× 2×          | Copper Box, London Nézőszám: 4549 Játékvezetők: C. Bonaventura, J. Bonaventura (FRA) |

| Csapat         | Helyezés |
| -------------- | -------- |
| Brazília (BRA) | 6.       |

## Kosárlabda

### Férfi
| Brazil férfi kosárlabdacsapat-játékoskeret                                                                 | Brazil férfi kosárlabdacsapat-játékoskeret                                               |
| --- | ---------------------------------------------------------------------------------------- |
| - Leandro Barbosa - Alex Garcia - Guilherme Giovannoni - Marcelinho Huertas - Marcelo Machado - Marquinhos | - Nenê - Raulzinho Neto - Tiago Splitter - Larry Taylor - Caio Torres - Anderson Varejão |

#### Eredmények
Csoportkör
B csoport
| Csapat               | M | Gy | V | P+  | P–  | Pk   | PA    | P |
| -------------------- | - | -- | - | --- | --- | ---- | ----- | - |
| Oroszország (RUS)    | 5 | 4  | 1 | 400 | 359 | +41  | 1,114 | 9 |
| Brazília (BRA)       | 5 | 4  | 1 | 402 | 349 | +47  | 1,152 | 9 |
| Spanyolország (ESP)  | 5 | 3  | 2 | 414 | 394 | +26  | 1,051 | 8 |
| Ausztrália (AUS)     | 5 | 3  | 2 | 410 | 373 | +37  | 1,099 | 8 |
| Nagy-Britannia (GBR) | 5 | 1  | 4 | 380 | 405 | −25  | 0,938 | 6 |
| Kína (CHN)           | 5 | 0  | 5 | 313 | 439 | −126 | 0,713 | 5 |

| 2012. július 29. 11:15 (12:15) | Brazília (BRA)                           | 75–71     | Ausztrália (AUS) | Basketball Arena, London Játékvezetők: Guerrino Cerebuch (ITA), William Kennedy (USA), Christos Christodoulou (GRE) |
| 2012. július 29. 11:15 (12:15) | (19–20, 17–15, 20–14, 19–22) Jegyzőkönyv |           |                  | Basketball Arena, London Játékvezetők: Guerrino Cerebuch (ITA), William Kennedy (USA), Christos Christodoulou (GRE) |
| 2012. július 29. 11:15 (12:15) | Barbosa 16                               | Pont      | Mills 20         | Basketball Arena, London Játékvezetők: Guerrino Cerebuch (ITA), William Kennedy (USA), Christos Christodoulou (GRE) |
| 2012. július 29. 11:15 (12:15) | Varejão 7                                | Lepattanó | Andersen 8       | Basketball Arena, London Játékvezetők: Guerrino Cerebuch (ITA), William Kennedy (USA), Christos Christodoulou (GRE) |
| 2012. július 29. 11:15 (12:15) | Huertas 10                               | Gólpassz  | Mills, Nielsen 4 | Basketball Arena, London Játékvezetők: Guerrino Cerebuch (ITA), William Kennedy (USA), Christos Christodoulou (GRE) |

| 2012. július 31. 16:45 (17:45) | Nagy-Britannia (GBR)                    | 62–67     | Brazília (BRA)  | Basketball Arena, London Játékvezetők: Recep Ankaralı (TUR), Ilija Belošević (SRB), Fernando Sampietro (ARG) |
| 2012. július 31. 16:45 (17:45) | (11–4, 16–23, 16–21, 19-19) Jegyzőkönyv |           |                 | Basketball Arena, London Játékvezetők: Recep Ankaralı (TUR), Ilija Belošević (SRB), Fernando Sampietro (ARG) |
| 2012. július 31. 16:45 (17:45) | Mensah-Bonsu, Reinking 13               | Pont      | Splitter 21     | Basketball Arena, London Játékvezetők: Recep Ankaralı (TUR), Ilija Belošević (SRB), Fernando Sampietro (ARG) |
| 2012. július 31. 16:45 (17:45) | Mensah-Bonsu 12                         | Lepattanó | három játékos 6 | Basketball Arena, London Játékvezetők: Recep Ankaralı (TUR), Ilija Belošević (SRB), Fernando Sampietro (ARG) |
| 2012. július 31. 16:45 (17:45) | Deng 7                                  | Gólpassz  | Huertas 8       | Basketball Arena, London Játékvezetők: Recep Ankaralı (TUR), Ilija Belošević (SRB), Fernando Sampietro (ARG) |

| 2012. augusztus 2. 16:45 (17:45) | Brazília (BRA)                           | 74–75     | Oroszország (RUS) | Basketball Arena, London Játékvezetők: José Carrion (PUR), Luigi Lamonica (ITA), Rabah Noujaim (LIB) |
| 2012. augusztus 2. 16:45 (17:45) | (20–15, 12–25, 21–19, 21–16) Jegyzőkönyv |           |                   | Basketball Arena, London Játékvezetők: José Carrion (PUR), Luigi Lamonica (ITA), Rabah Noujaim (LIB) |
| 2012. augusztus 2. 16:45 (17:45) | Barbosa 16                               | Pont      | Kirilenko 19      | Basketball Arena, London Játékvezetők: José Carrion (PUR), Luigi Lamonica (ITA), Rabah Noujaim (LIB) |
| 2012. augusztus 2. 16:45 (17:45) | Nenê 10                                  | Lepattanó | Monya, Mozgov 7   | Basketball Arena, London Játékvezetők: José Carrion (PUR), Luigi Lamonica (ITA), Rabah Noujaim (LIB) |
| 2012. augusztus 2. 16:45 (17:45) | Marquinhos 4                             | Gólpassz  | Sved 6            | Basketball Arena, London Játékvezetők: José Carrion (PUR), Luigi Lamonica (ITA), Rabah Noujaim (LIB) |

| 2012. augusztus 4. 16:45 (17:45) | Kína (CHN)                               | 59–98     | Brazília (BRA) | Basketball Arena, London Játékvezetők: Carl Jungebrand (FIN), Borisz Rizsik (UKR), Oļegs Latiševs (LAT) |
| 2012. augusztus 4. 16:45 (17:45) | (11–25, 10–17, 17–28, 21–28) Jegyzőkönyv |           |                | Basketball Arena, London Játékvezetők: Carl Jungebrand (FIN), Borisz Rizsik (UKR), Oļegs Latiševs (LAT) |
| 2012. augusztus 4. 16:45 (17:45) | Csu Fang-jü 13                           | Pont      | Marquinhos 14  | Basketball Arena, London Játékvezetők: Carl Jungebrand (FIN), Borisz Rizsik (UKR), Oļegs Latiševs (LAT) |
| 2012. augusztus 4. 16:45 (17:45) | Ji Csien-lien 6                          | Lepattanó | Varejão 13     | Basketball Arena, London Játékvezetők: Carl Jungebrand (FIN), Borisz Rizsik (UKR), Oļegs Latiševs (LAT) |
| 2012. augusztus 4. 16:45 (17:45) | Csen Csiang-hua 2                        | Gólpassz  | Taylor 6       | Basketball Arena, London Játékvezetők: Carl Jungebrand (FIN), Borisz Rizsik (UKR), Oļegs Latiševs (LAT) |

| 2012. augusztus 6. 20:00 (21:00) | Spanyolország (ESP)                      | 82–88     | Brazília (BRA) | Basketball Arena, London Játékvezetők: Pablo Estévez (ARG), Jorge Vázquez (PUR), Robert Lottermoser (GER) |
| 2012. augusztus 6. 20:00 (21:00) | (26–17, 18–21, 22–19, 16–31) Jegyzőkönyv |           |                | Basketball Arena, London Játékvezetők: Pablo Estévez (ARG), Jorge Vázquez (PUR), Robert Lottermoser (GER) |
| 2012. augusztus 6. 20:00 (21:00) | P. Gasol 25                              | Pont      | Barbosa 23     | Basketball Arena, London Játékvezetők: Pablo Estévez (ARG), Jorge Vázquez (PUR), Robert Lottermoser (GER) |
| 2012. augusztus 6. 20:00 (21:00) | P. Gasol 7                               | Lepattanó | Varejão 7      | Basketball Arena, London Játékvezetők: Pablo Estévez (ARG), Jorge Vázquez (PUR), Robert Lottermoser (GER) |
| 2012. augusztus 6. 20:00 (21:00) | három játékos 4                          | Gólpassz  | Huertas 6      | Basketball Arena, London Játékvezetők: Pablo Estévez (ARG), Jorge Vázquez (PUR), Robert Lottermoser (GER) |

Negyeddöntő
| 2012. augusztus 8. 20:00 (21:00) | Brazília (BRA)                           | 77–82     | Argentína (ARG) | Basketball Arena, London Játékvezetők: Juan Arteaga (ESP), José Carrion (PUR), Recep Ankaralı (TUR) |
| 2012. augusztus 8. 20:00 (21:00) | (26–23, 14–23, 14–18, 23–18) Jegyzőkönyv |           |                 | Basketball Arena, London Játékvezetők: Juan Arteaga (ESP), José Carrion (PUR), Recep Ankaralı (TUR) |
| 2012. augusztus 8. 20:00 (21:00) | Barbosa, Huertas 22                      | Pont      | Scola 17        | Basketball Arena, London Játékvezetők: Juan Arteaga (ESP), José Carrion (PUR), Recep Ankaralı (TUR) |
| 2012. augusztus 8. 20:00 (21:00) | Hilário 12                               | Lepattanó | Ginóbili 8      | Basketball Arena, London Játékvezetők: Juan Arteaga (ESP), José Carrion (PUR), Recep Ankaralı (TUR) |
| 2012. augusztus 8. 20:00 (21:00) | Huertas 5                                | Gólpassz  | Prigioni 8      | Basketball Arena, London Játékvezetők: Juan Arteaga (ESP), José Carrion (PUR), Recep Ankaralı (TUR) |

| Csapat         | Helyezés |
| -------------- | -------- |
| Brazília (BRA) | 5.       |

### Női
| Brazil női kosárlabdacsapat-játékoskeret                                                            | Brazil női kosárlabdacsapat-játékoskeret                                       |
| --------------------------------------------------------------------------------------------------- | ------------------------------------------------------------------------------ |
| - Tássia Carcavalli - Chuça - Nádia Colhado - Damiris Dantas - Clarissa dos Santos - Érika de Souza | - Francielle - Karla Costa - Joice Rodrigues - Sílvinha - Adriana Moisés Pinto |

#### Eredmények
Csoportkör
B csoport
| Csapat               | M | Gy | V | P+  | P–  | Pk  | PA     | P  |
| -------------------- | - | -- | - | --- | --- | --- | ------ | -- |
| Franciaország (FRA)  | 5 | 5  | 0 | 356 | 319 | +37 | 1,116  | 10 |
| Ausztrália (AUS)     | 5 | 4  | 1 | 314 | 308 | +6  | 1,0195 | 9  |
| Oroszország (RUS)    | 5 | 3  | 2 | 281 | 259 | +22 | 1,085  | 8  |
| Kanada (CAN)         | 5 | 2  | 3 | 265 | 260 | +5  | 1,0192 | 7  |
| Brazília (BRA)       | 5 | 1  | 4 | 329 | 354 | −25 | 0,929  | 6  |
| Nagy-Britannia (GBR) | 5 | 0  | 5 | 327 | 372 | −45 | 0,879  | 5  |

| 2012. július 28. 20:00 (21:00) | Brazília (BRA)                          | 58–73     | Franciaország (FRA) | Basketball Arena, London Játékvezetők: Robert Lottermoser (GER), Rabah Noujaim (LIB), Felicia Grinter (USA) |
| 2012. július 28. 20:00 (21:00) | (20–16, 14–18, 15–18, 9–21) Jegyzőkönyv |           |                     | Basketball Arena, London Játékvezetők: Robert Lottermoser (GER), Rabah Noujaim (LIB), Felicia Grinter (USA) |
| 2012. július 28. 20:00 (21:00) | de Souza 17                             | Pont      | Dumerc 23           | Basketball Arena, London Játékvezetők: Robert Lottermoser (GER), Rabah Noujaim (LIB), Felicia Grinter (USA) |
| 2012. július 28. 20:00 (21:00) | dos Santos 12                           | Lepattanó | Miyem 7             | Basketball Arena, London Játékvezetők: Robert Lottermoser (GER), Rabah Noujaim (LIB), Felicia Grinter (USA) |
| 2012. július 28. 20:00 (21:00) | Moisés Pinto 5                          | Gólpassz  | Dumerc 5            | Basketball Arena, London Játékvezetők: Robert Lottermoser (GER), Rabah Noujaim (LIB), Felicia Grinter (USA) |

| 2012. július 30. 16:45 (17:45) | Oroszország (RUS)                       | 69–57     | Brazília (BRA) | Basketball Arena, London Játékvezetők: Guerrino Cerebuch (ITA), Ilija Belošević (SRB), Snehal Bendke (IND) |
| 2012. július 30. 16:45 (17:45) | (19–18, 12–8, 18–17, 20–14) Jegyzőkönyv |           |                | Basketball Arena, London Játékvezetők: Guerrino Cerebuch (ITA), Ilija Belošević (SRB), Snehal Bendke (IND) |
| 2012. július 30. 16:45 (17:45) | Beljakova 14                            | Pont      | de Souza 15    | Basketball Arena, London Játékvezetők: Guerrino Cerebuch (ITA), Ilija Belošević (SRB), Snehal Bendke (IND) |
| 2012. július 30. 16:45 (17:45) | Grisajeva 8                             | Lepattanó | de Souza 18    | Basketball Arena, London Játékvezetők: Guerrino Cerebuch (ITA), Ilija Belošević (SRB), Snehal Bendke (IND) |
| 2012. július 30. 16:45 (17:45) | három játékos 3                         | Gólpassz  | Costa 4        | Basketball Arena, London Játékvezetők: Guerrino Cerebuch (ITA), Ilija Belošević (SRB), Snehal Bendke (IND) |

| 2012. augusztus 1. 14:30 (15:30) | Ausztrália (AUS)                         | 67–61     | Brazília (BRA) | Basketball Arena, London Játékvezetők: Recep Ankarali (TUR), Carl Jungebrand (FIN), Vitalis Gode (KEN) |
| 2012. augusztus 1. 14:30 (15:30) | (15–10, 16–11, 20–19, 16–21) Jegyzőkönyv |           |                | Basketball Arena, London Játékvezetők: Recep Ankarali (TUR), Carl Jungebrand (FIN), Vitalis Gode (KEN) |
| 2012. augusztus 1. 14:30 (15:30) | Jackson 18                               | Pont      | Costa 22       | Basketball Arena, London Játékvezetők: Recep Ankarali (TUR), Carl Jungebrand (FIN), Vitalis Gode (KEN) |
| 2012. augusztus 1. 14:30 (15:30) | Cambage 10                               | Lepattanó | Dantas 10      | Basketball Arena, London Játékvezetők: Recep Ankarali (TUR), Carl Jungebrand (FIN), Vitalis Gode (KEN) |
| 2012. augusztus 1. 14:30 (15:30) | Harrower 5                               | Gólpassz  | Costa 3        | Basketball Arena, London Játékvezetők: Recep Ankarali (TUR), Carl Jungebrand (FIN), Vitalis Gode (KEN) |

| 2012. augusztus 3. 14:30 (15:30) | Brazília (BRA)                          | 73–79     | Kanada (CAN)         | Basketball Arena, London Játékvezetők: José Carrion (PUR), Borisz Rizsik (UKR), Carole Delauné (FRA) |
| 2012. augusztus 3. 14:30 (15:30) | (8–18, 17–21, 28–16, 20–24) Jegyzőkönyv |           |                      | Basketball Arena, London Játékvezetők: José Carrion (PUR), Borisz Rizsik (UKR), Carole Delauné (FRA) |
| 2012. augusztus 3. 14:30 (15:30) | de Souza 22                             | Pont      | Pilypaitis, Smith 14 | Basketball Arena, London Játékvezetők: José Carrion (PUR), Borisz Rizsik (UKR), Carole Delauné (FRA) |
| 2012. augusztus 3. 14:30 (15:30) | Rodrigues 4                             | Lepattanó | Thorburn 8           | Basketball Arena, London Játékvezetők: José Carrion (PUR), Borisz Rizsik (UKR), Carole Delauné (FRA) |
| 2012. augusztus 3. 14:30 (15:30) | de Souza 12                             | Gólpassz  | Smith 5              | Basketball Arena, London Játékvezetők: José Carrion (PUR), Borisz Rizsik (UKR), Carole Delauné (FRA) |

| 2012. augusztus 5. 22:15 (23:15) | Nagy-Britannia (GBR)                     | 66–78     | Brazília (BRA) | Basketball Arena, London Játékvezetők: Christos Christodoulou (GRE), William Kennedy (USA), Peng Ling (CHN) |
| 2012. augusztus 5. 22:15 (23:15) | (19–19, 17–20, 17–25, 13–14) Jegyzőkönyv |           |                | Basketball Arena, London Játékvezetők: Christos Christodoulou (GRE), William Kennedy (USA), Peng Ling (CHN) |
| 2012. augusztus 5. 22:15 (23:15) | Stafford 15                              | Pont      | dos Santos 16  | Basketball Arena, London Játékvezetők: Christos Christodoulou (GRE), William Kennedy (USA), Peng Ling (CHN) |
| 2012. augusztus 5. 22:15 (23:15) | Stafford 10                              | Lepattanó | dos Santos 13  | Basketball Arena, London Játékvezetők: Christos Christodoulou (GRE), William Kennedy (USA), Peng Ling (CHN) |
| 2012. augusztus 5. 22:15 (23:15) | Stafford 4                               | Gólpassz  | Pinto 12       | Basketball Arena, London Játékvezetők: Christos Christodoulou (GRE), William Kennedy (USA), Peng Ling (CHN) |

| Csapat         | Helyezés |
| -------------- | -------- |
| Brazília (BRA) | 9.       |

## Labdarúgás

### Férfi
| Brazil férfi labdarúgócsapat-játékoskeret                                                      | Brazil férfi labdarúgócsapat-játékoskeret                                                              |
| ---------------------------------------------------------------------------------------------- | --- |
| - Alexandre Pato - Leandro Damião - Danilo - Gabriel - Ganso - Hulk* - Juan - Lucas - Marcelo* | - Neto - Neymar - Oscar - Rafael - Rômulo - Sandro Raniere - Alex Sandro - Thiago Silva* - Bruno Uvini |

* - túlkoros játékos

#### Eredmények
Csoportkör
C csoport
| Csapat                 | M | Gy | D | V | Rg | Kg | Gk | P |
| ---------------------- | - | -- | - | - | -- | -- | -- | - |
| Brazília (BRA)         | 3 | 3  | 0 | 0 | 9  | 3  | +6 | 9 |
| Egyiptom (EGY)         | 3 | 1  | 1 | 1 | 6  | 5  | +1 | 4 |
| Fehéroroszország (BLR) | 3 | 1  | 0 | 2 | 3  | 6  | –3 | 3 |
| Új-Zéland (NZL)        | 3 | 0  | 1 | 2 | 1  | 5  | –4 | 1 |

| 2012. július 26. 19:45 (20:45) |

| Brazília (BRA)                   | 3–2               | Egyiptom (EGY)            |
| -------------------------------- | ----------------- | ------------------------- |
| Rafael 16' Damião 26' Neymar 30' | (3–0) Jegyzőkönyv | Aboutrika 52' Szallah 76' |

| Millennium Stadion, Cardiff Nézőszám: 26 812 Játékvezető: Gianluca Rocchi (olasz) |

| 2012. július 29. 15:00 (16:00) |

| Brazília (BRA)                  | 3–1               | Fehéroroszország (BLR) |
| ------------------------------- | ----------------- | ---------------------- |
| Pato 15' Neymar 65' Oscar 90+3' | (1–1) Jegyzőkönyv | Bressan 8'             |

| Old Trafford, Manchester Nézőszám: 66 212 Játékvezető: Nisimura Júicsi (japán) |

| 2012. augusztus 1. 14:30 (15:30) |

| Brazília (BRA)                                        | 3–0               | Új-Zéland (NZL) |
| ----------------------------------------------------- | ----------------- | --------------- |
| Danilo 23' Damião 29' Sandro 52' Alex Sandro 71′, 76′ | (2–0) Jegyzőkönyv |                 |

| St James’ Park, Newcastle Nézőszám: 25 201 Játékvezető: Bakary Gassama (gambiai) |

Negyeddöntő
| 2012. augusztus 4. 17:00 (18:00) |

| Brazília (BRA)                       | 3–2               | Honduras (HON)                                                |
| ------------------------------------ | ----------------- | ------------------------------------------------------------- |
| Damião 38' 60' Neymar 50' (11-esből) | (1–1) Jegyzőkönyv | Martínez 12' Espinoza 48' Crisanto 32′, 33′ Espinoza 25′, 90′ |

| St James’ Park, Newcastle Nézőszám: 42 166 Játékvezető: Felix Brych (német) |

Elődöntő
| 2012. augusztus 7. 19:45 (20:45) |

| Dél-Korea (KOR) | 0–3               | Brazília (BRA)            |
| --------------- | ----------------- | ------------------------- |
|                 | (0–1) Jegyzőkönyv | Rômulo 38' Damião 57' 64' |

| Old Trafford, Manchester Nézőszám: 69 389 Játékvezető: Pavel Královec (cseh) |

Döntő
| 2012. augusztus 11. 15:00 (16:00) |

| Brazília (BRA) | 1–2               | Mexikó (MEX)   |
| -------------- | ----------------- | -------------- |
| Hulk 90+1'     | (0–1) Jegyzőkönyv | Peralta 1' 75' |

| Wembley Stadion, London Nézőszám: 86 162 Játékvezető: Mark Clattenburg (angol) |

| Csapat         | Helyezés |
| -------------- | -------- |
| Brazília (BRA) |          |

### Női
| Brazil női labdarúgócsapat-játékoskeret                                                   | Brazil női labdarúgócsapat-játékoskeret                                                                 |
| ----------------------------------------------------------------------------------------- | --- |
| - Andréia - Aline - Cristiane - Daiane - Érika - Ester - Fabiana - Formiga - Renata Costa | - Francielle - Grazielle - Danielli - Marta - Maurine - Rosana - Bruna Benites - Thaís Guedes - Bárbara |

#### Eredmények
Csoportkör
E csoport
| Csapat               | M | Gy | D | V | Rg | Kg | Gk  | P |
| -------------------- | - | -- | - | - | -- | -- | --- | - |
| Nagy-Britannia (GBR) | 3 | 3  | 0 | 0 | 5  | 0  | +5  | 9 |
| Brazília (BRA)       | 3 | 2  | 0 | 1 | 6  | 1  | +5  | 6 |
| Új-Zéland (NZL)      | 3 | 1  | 0 | 2 | 3  | 3  | 0   | 3 |
| Kamerun (CMR)        | 3 | 0  | 0 | 3 | 1  | 11 | −10 | 0 |

| 2012. július 25. 18:45 (19:45) |

| Kamerun (CMR) | 0–5               | Brazília (BRA)                                                 |
| ------------- | ----------------- | -------------------------------------------------------------- |
|               | (0–2) Jegyzőkönyv | Francielle 7' Costa 10' Marta 73' (11-esből) 88' Cristiane 80' |

| Millennium Stadion, Cardiff Nézőszám: 30 847 Játékvezető: Jenny Palmqvist (svéd) |

| 2012. július 28. 14:30 (15:30) |

| Új-Zéland (NZL) | 0–1               | Brazília (BRA) |
| --------------- | ----------------- | -------------- |
|                 | (0–0) Jegyzőkönyv | Cristiane 86'  |

| Millennium Stadion, Cardiff Nézőszám: 30 103 Játékvezető: Bibiana Steinhaus (német) |

| 2012. július 31. 19:45 (20:45) |

| Nagy-Britannia (GBR) | 1–0               | Brazília (BRA) |
| -------------------- | ----------------- | -------------- |
| Houghton 2'          | (1–0) Jegyzőkönyv |                |

| Wembley Stadion, London Nézőszám: 70 584 Játékvezető: Carol Anne Chenard (kanadai) |

Negyeddöntő
| 2012. augusztus 3. 17:00 (18:00) |

| Brazília (BRA) | 0–2               | Japán (JPN)       |
| -------------- | ----------------- | ----------------- |
|                | (0–1) Jegyzőkönyv | Ógimi 27' Óno 73' |

| Millennium Stadion, Cardiff Nézőszám: 28 528 Játékvezető: Kirsi Heikkinen (finn) |

| Csapat         | Helyezés |
| -------------- | -------- |
| Brazília (BRA) | 6.       |

## Lovaglás
Díjlovaglás
| Versenyző     | Ló     | Versenyszám | 1. kör | 1. kör | 2. kör  | 2. kör  | Döntő     | Döntő   | Végeredmény | Végeredmény |
| Versenyző     | Ló     | Versenyszám | 1. kör | 1. kör | 2. kör  | 2. kör  | Technikai | Művészi | Végeredmény | Végeredmény |
| Versenyző     | Ló     | Versenyszám | Pont   | Hely.  | Pont    | Hely.   | Pont      | Pont    | Pont        | Helyezés    |
| ------------- | ------ | ----------- | ------ | ------ | ------- | ------- | --------- | ------- | ----------- | ----------- |
| Luiza Almeida | Pastor | Egyéni      | 65,866 | 47.    | kiesett | kiesett | kiesett   | kiesett | kiesett     | kiesett     |

Díjugratás
| Versenyző | Ló                      | Versenyszám | Selejtező | Selejtező | Selejtező | Selejtező | Selejtező | Selejtező | Selejtező | Selejtező | Döntő   | Döntő   | Döntő   | Végeredmény | Végeredmény |
| Versenyző | Ló                      | Versenyszám | 1. kör    | 1. kör    | 2. kör    | 2. kör    | 2. kör    | 3. kör    | 3. kör    | 3. kör    | 1. kör  | 1. kör  | 2. kör  | Végeredmény | Végeredmény |
| Versenyző | Ló                      | Versenyszám | Bünt.     | Hely.     | Bünt.     | Össz.     | Hely.     | Bünt.     | Össz.     | Hely.     | Bünt.   | Hely.   | Bünt.   | Bünt.       | Helyezés    |
| --- | ----------------------- | ----------- | --------- | --------- | --------- | --------- | --------- | --------- | --------- | --------- | ------- | ------- | ------- | ----------- | ----------- |
| Álvaro de Miranda Neto                                                                                            | AD Rahmannshof's Bogeno | Egyéni      | 0         | 1.        | 0         | 0         | 1.        | 8         | 8         | 11.       | 4       | 11.     | 5       | 9           | 12.         |
| José Roberto Fernandez Filho                                                                                      | Maestro St. Lois        | Egyéni      | 0         | 1.        | 4         | 4         | 17.       | 46        | 50        | 45.       | kiesett | kiesett | kiesett | kiesett     | kiesett     |
| Rodrigo Pessoa | HH Rebozo               | Egyéni      | 1         | 33.       | 4         | 5         | 27.       | 5         | 10        | 25.       | 4       | 11.     | 13      | 17          | 22.         |
| Carlos Eduardo Ribas                                                                                              | Wilexo                  | Egyéni      | 42        | 72.       | kiesett   | kiesett   | kiesett   | kiesett   | kiesett   | kiesett   | kiesett | kiesett | kiesett | kiesett     | kiesett     |
| Luiz Francisco de Azevedo Álvaro de Miranda Neto José Roberto Fernandez Filho Rodrigo Pessoa Carlos Eduardo Ribas | lásd fentebb            | Csapat      |           |           |           |           |           |           |           |           | 8       | 7.      | 59      | 67          | 8.          |

Lovastusa
| Versenyző                                              | Ló               | Versenyszám | Díjlovaglás | Díjlovaglás | Tereplovaglás | Tereplovaglás | Tereplovaglás | Díjugratás | Díjugratás  | Díjugratás | Díjugratás | Végeredmény | Végeredmény |
| Versenyző                                              | Ló               | Versenyszám | Díjlovaglás | Díjlovaglás | Tereplovaglás | Tereplovaglás | Tereplovaglás | Selejtező  | Selejtező   | Selejtező  | Döntő      | Végeredmény | Végeredmény |
| Versenyző                                              | Ló               | Versenyszám | Bünt.       | Hely.       | Bünt.         | Bünt. össz.   | Hely.         | Bünt.      | Bünt. össz. | Hely.      | Bünt.      | Bünt.       | Helyezés    |
| ------------------------------------------------------ | ---------------- | ----------- | ----------- | ----------- | ------------- | ------------- | ------------- | ---------- | ----------- | ---------- | ---------- | ----------- | ----------- |
| Serguei Fofanoff                                       | Barbara TW       | Egyéni      | 72,00       | 73.         | visszalépett  | visszalépett  | visszalépett  | kiesett    | kiesett     | kiesett    | kiesett    | kiesett     | kiesett     |
| Ruy Fonseca                                            | Tom Bombadil Too | Egyéni      | 53,90       | 48.         | 26,40         | 80,30         | 45.           | 12,00      | 92,30       | 42.        | kiesett    | 92,30       | 42.         |
| Marcio Jorge                                           | Josephine MCJ    | Egyéni      | 58,50       | 58.         | 42,80         | 101,30        | 50.           | 4,00       | 105,30      | 46.        | kiesett    | 105,30      | 46.         |
| Marcelo Tosi                                           | Eleda All Black  | Egyéni      | 58,00       | 57.         | 29,60         | 87,60         | 47.           | 10,00      | 97,60       | 44.        | kiesett    | 97,60       | 44.         |
| Serguei Fofanoff Ruy Fonseca Marcio Jorge Marcelo Tosi | lásd fentebb     | Csapat      | 170,40      | 13.         | 98,80         | 269,20        | 10.           | 26,00      | 295,20      | 9.         | kiesett    | 295,20      | 9.          |

## Műugrás
Férfi
| Versenyző       | Versenyszám        | Selejtező | Selejtező | Elődöntő | Elődöntő | Döntő   | Döntő    |
| Versenyző       | Versenyszám        | Pont      | Helyezés  | Pont     | Helyezés | Pont    | Helyezés |
| --------------- | ------------------ | --------- | --------- | -------- | -------- | ------- | -------- |
| César de Castro | Egyéni műugrás     | 441,90    | 14.       | 388,40   | 17.      | kiesett | kiesett  |
| Hugo Parisi     | Egyéni toronyugrás | 363,70    | 30.       | kiesett  | kiesett  | kiesett | kiesett  |

Női
| Versenyző      | Versenyszám    | Selejtező | Selejtező | Elődöntő | Elődöntő | Döntő   | Döntő    |
| Versenyző      | Versenyszám    | Pont      | Helyezés  | Pont     | Helyezés | Pont    | Helyezés |
| -------------- | -------------- | --------- | --------- | -------- | -------- | ------- | -------- |
| Juliana Veloso | Egyéni műugrás | 241,15    | 28.       | kiesett  | kiesett  | kiesett | kiesett  |

## Ökölvívás
Férfi
| Versenyző            | Versenyszám  | Selejtező                     | Nyolcaddöntő                     | Negyeddöntő                       | Elődöntő                     | Döntő                      | Helyezés |
| Versenyző            | Versenyszám  | Ellenfél Eredmény             | Ellenfél Eredmény                | Ellenfél Eredmény                 | Ellenfél Eredmény            | Ellenfél Eredmény          | Helyezés |
| -------------------- | ------------ | ----------------------------- | -------------------------------- | --------------------------------- | ---------------------------- | -------------------------- | -------- |
| Julião Neto          | Légsúly      | Pak Jong-Chol (PRK) · 12–8    | Jeyvier Cintrón (PUR) · 13–18    | kiesett                           | kiesett                      | kiesett                    | 9.       |
| Robenílson de Jesus  | Harmatsúly   | Orzubek Shaimov (UZB) · 13–7  | Szergej Vodopjanov (RUS) · 13–11 | Lázaro Álvarez (CUB) · 11–16      | kiesett                      | kiesett                    | 5.       |
| Robson Conceição     | Könnyűsúly   | Josh Taylor (GBR) · 9–13      | kiesett                          | kiesett                           | kiesett                      | kiesett                    | 17.      |
| Éverton Lopes        | Kisváltósúly | erőnyerő                      | Roniel Iglesias (CUB) · 15–18    | kiesett                           | kiesett                      | kiesett                    | 9.       |
| Myke de Carvalho     | Váltósúly    | Errol Spence (USA) · 10–16    | kiesett                          | kiesett                           | kiesett                      | kiesett                    | 17.      |
| Esquiva Florentino   | Középsúly    | erőnyerő                      | Soltan Migitinov (AZE) · 24–11   | Harcsa Zoltán (HUN) · 14–10       | Anthony Ogogo (GBR) · 16–9   | Murata Rjóta (JPN) · 13–14 |          |
| Yamaguchi Florentino | Félnehézsúly | Szumit Szángván (IND) · 15–14 | Meng Fanlong (CHN) · 17–17       | Julio César La Cruz (CUB) · 18–15 | Jegor Mehoncev (RUS) · 11–23 | kiesett                    |          |

Női
| Versenyző      | Versenyszám | Selejtező                      | Negyeddöntő                   | Elődöntő                      | Döntő             | Helyezés |
| Versenyző      | Versenyszám | Ellenfél Eredmény              | Ellenfél Eredmény             | Ellenfél Eredmény             | Ellenfél Eredmény | Helyezés |
| -------------- | ----------- | ------------------------------ | ----------------------------- | ----------------------------- | ----------------- | -------- |
| Erica Matos    | Légsúly     | Karlha Magliocco (VEN) · 14–15 | kiesett                       | kiesett                       | kiesett           | 9.       |
| Adriana Araújo | Könnyűsúly  | Szaida Haszenova (KAZ) · 16–14 | Mahjouba Oubtil (MAR) · 16–12 | Szofja Ocsigava (RUS) · 11–17 | kiesett           |          |
| Roseli Feitosa | Középsúly   | Li Jinzi (CHN) · 14–19         | kiesett                       | kiesett                       | kiesett           | 9.       |

## Öttusa
| Versenyző    | Versenyszám | Vívás    | Vívás | Vívás | Úszás   | Úszás | Úszás | Lovaglás | Lovaglás | Lovaglás | Lovaglás | Futás/Lövészet | Futás/Lövészet | Futás/Lövészet | Futás/Lövészet | Összesen    | Összesen |
| Versenyző    | Versenyszám | Eredmény | Pont  | Hely. | Idő     | Pont  | Hely. | Idő      | Hibapont | Pont     | Hely.    | Lövőhiba       | Idő            | Pont           | Hely.          | Összes pont | Helyezés |
| ------------ | ----------- | -------- | ----- | ----- | ------- | ----- | ----- | -------- | -------- | -------- | -------- | -------------- | -------------- | -------------- | -------------- | ----------- | -------- |
| Yane Marques | Női         | 21–14    | 904   | 6.*   | 2:12,39 | 1212  | 6.    | 77,71    | 48       | 1152     | 9.       | 2              | 12:06,08       | 2072           | 12.            | 5340        |          |

* - egy másik versenyzővel azonos eredményt ért el

## Röplabda

### Férfi
| Brazil férfi röplabdacsapat-játékoskeret                                   | Brazil férfi röplabdacsapat-játékoskeret                                            |
| -------------------------------------------------------------------------- | ----------------------------------------------------------------------------------- |
| - Thiago Alves - Dante - Wallace de Souza - Ricardo Garcia - Giba - Murilo | - Leandro Neves - Bruno Rezende - Rodrigão - Lucas Saatkamp - Sérgio Santos - Sidão |

#### Eredmények
Csoportkör
B csoport
|                        |      | Mérkőzések | Mérkőzések | Szettek | Szettek | Szettek | Pontok | Pontok | Pontok |
| Csapat                 | Pont | Gy         | V          | Sz+     | Sz–     | SzA     | P+     | P–     | PA     |
| ---------------------- | ---- | ---------- | ---------- | ------- | ------- | ------- | ------ | ------ | ------ |
| Egyesült Államok (USA) | 13   | 4          | 1          | 14      | 4       | 3,500   | 427    | 370    | 1,154  |
| Brazília (BRA)         | 11   | 4          | 1          | 13      | 5       | 2,600   | 418    | 379    | 1,103  |
| Oroszország (RUS)      | 11   | 4          | 1          | 12      | 5       | 2,400   | 408    | 352    | 1,159  |
| Németország (GER)      | 5    | 2          | 3          | 6       | 11      | 0,545   | 379    | 388    | 0,977  |
| Szerbia (SRB)          | 5    | 1          | 4          | 7       | 13      | 0,538   | 413    | 455    | 0,908  |
| Tunézia (TUN)          | 0    | 0          | 5          | 1       | 15      | 0,067   | 294    | 395    | 0,744  |

| 2012. július 29. 22:00 (23:00) | Brazília (BRA)                    | 3–0 | Tunézia (TUN) | Earls Court Exhibition Centre, London Nézőszám: 10 000 Játékvezető: Ibrahim Al-Naama (QAT), Brian McDougall (GBR) |
| 2012. július 29. 22:00 (23:00) | (25–17, 25–21, 25–18) Jegyzőkönyv |     |               | Earls Court Exhibition Centre, London Nézőszám: 10 000 Játékvezető: Ibrahim Al-Naama (QAT), Brian McDougall (GBR) |

| 2012. július 31. 22:00 (23:00) | Brazília (BRA)                    | 3–0 | Oroszország (RUS) | Earls Court Exhibition Centre, London Nézőszám: 14 800 Játékvezető: Hóbor Béla (HUN), Vang Ning (CHN) |
| 2012. július 31. 22:00 (23:00) | (25–21, 25–23, 25–21) Jegyzőkönyv |     |                   | Earls Court Exhibition Centre, London Nézőszám: 14 800 Játékvezető: Hóbor Béla (HUN), Vang Ning (CHN) |

| 2012. augusztus 2. 20:00 (21:00) | Brazília (BRA)                           | 1–3 | Egyesült Államok (USA) | Earls Court Exhibition Centre, London Nézőszám: 11 500 Játékvezető: Frans Loderus (NED), Jose Mercao (PUR) |
| 2012. augusztus 2. 20:00 (21:00) | (25–23, 25–27, 19–25, 17–25) Jegyzőkönyv |     |                        | Earls Court Exhibition Centre, London Nézőszám: 11 500 Játékvezető: Frans Loderus (NED), Jose Mercao (PUR) |

| 2012. augusztus 4. 22:00 (23:00) | Brazília (BRA)                                 | 3–2 | Szerbia (SRB) | Earls Court Exhibition Centre, London Nézőszám: 11 000 Játékvezető: Vang Ning (CHN), Simone Santi (ITA) |
| 2012. augusztus 4. 22:00 (23:00) | (22–25, 25–15, 20–25, 25–22, 15–9) Jegyzőkönyv |     |               | Earls Court Exhibition Centre, London Nézőszám: 11 000 Játékvezető: Vang Ning (CHN), Simone Santi (ITA) |

| 2012. augusztus 6. 20:00 (21:00) | Egyesült Államok (USA)            | 3–0 | Tunézia (TUN) | Earls Court Exhibition Centre, London Nézőszám: 11 000 Játékvezető: Georgios Karampetsos (GRE), Mitchell Davidson (CAN) |
| 2012. augusztus 6. 20:00 (21:00) | (25–15, 25–19, 25–19) Jegyzőkönyv |     |               | Earls Court Exhibition Centre, London Nézőszám: 11 000 Játékvezető: Georgios Karampetsos (GRE), Mitchell Davidson (CAN) |

| 2012. augusztus 6. 22:00 (23:00) | Brazília (BRA)                    | 3–0 | Németország (GER) | Earls Court Exhibition Centre, London Nézőszám: 12 000 Játékvezető: Simone Santi (ITA), Karin Zahorcova (CZE) |
| 2012. augusztus 6. 22:00 (23:00) | (25–21, 25–22, 25–19) Jegyzőkönyv |     |                   | Earls Court Exhibition Centre, London Nézőszám: 12 000 Játékvezető: Simone Santi (ITA), Karin Zahorcova (CZE) |

Negyeddöntő
| 2012. augusztus 8. 14:00 (15:00) | Argentína (ARG)                   | 0–3 | Brazília (BRA) | Earls Court Exhibition Centre, London Nézőszám: 11 500 Játékvezető: Andrej Zenovics (RUS), Simone Santi (ITA) |
| 2012. augusztus 8. 14:00 (15:00) | (19–25, 17–25, 20–25) Jegyzőkönyv |     |                | Earls Court Exhibition Centre, London Nézőszám: 11 500 Játékvezető: Andrej Zenovics (RUS), Simone Santi (ITA) |

Elődöntő
| 2012. augusztus 10. 19:30 (20:30) | Brazília (BRA)                    | 3–0 | Olaszország (ITA) | Earls Court Exhibition Centre, London Nézőszám: 14 000 Játékvezető: Tano Akihiko (JPN), Ibrahim Al-Naama (QAT) |
| 2012. augusztus 10. 19:30 (20:30) | (25–21, 25–12, 25–21) Jegyzőkönyv |     |                   | Earls Court Exhibition Centre, London Nézőszám: 14 000 Játékvezető: Tano Akihiko (JPN), Ibrahim Al-Naama (QAT) |

Döntő
| 2012. augusztus 12. 13:00 (14:00) | Oroszország (RUS)                              | 3–2 | Brazília (BRA) | Earls Court Exhibition Centre, London Nézőszám: 14 500 Játékvezető: Hóbor Béla (HUN), Tano Akihiko (JPN) |
| 2012. augusztus 12. 13:00 (14:00) | (19–25, 20–25, 29–27, 25–22, 15–9) Jegyzőkönyv |     |                | Earls Court Exhibition Centre, London Nézőszám: 14 500 Játékvezető: Hóbor Béla (HUN), Tano Akihiko (JPN) |

| Csapat         | Helyezés |
| -------------- | -------- |
| Brazília (BRA) |          |

### Női
| Brazil női röplabdacsapat-játékoskeret                                             | Brazil női röplabdacsapat-játékoskeret                                                          |
| ---------------------------------------------------------------------------------- | ----------------------------------------------------------------------------------------------- |
| - Tandara Caixeta - Adenízia da Silva - Fabi - Fernandinha - Jaqueline - Dani Lins | - Paula - Natália Pereira - Fernanda Garay - Sheilla Castro - Thaísa Menezes - Fabiana Claudino |

#### Eredmények
Csoportkör
B csoport
|                        |      | Mérkőzések | Mérkőzések | Szettek | Szettek | Szettek | Pontok | Pontok | Pontok |
| Csapat                 | Pont | Gy         | V          | Sz+     | Sz–     | SzA     | P+     | P–     | PA     |
| ---------------------- | ---- | ---------- | ---------- | ------- | ------- | ------- | ------ | ------ | ------ |
| Egyesült Államok (USA) | 15   | 5          | 0          | 12      | 2       | 6,000   | 349    | 285    | 1,225  |
| Kína (CHN)             | 9    | 3          | 2          | 11      | 10      | 1,100   | 363    | 356    | 1,020  |
| Dél-Korea (KOR)        | 8    | 2          | 3          | 11      | 10      | 1,100   | 344    | 340    | 1,012  |
| Brazília (BRA)         | 7    | 3          | 2          | 10      | 10      | 1,000   | 447    | 420    | 1,064  |
| Törökország (TUR)      | 6    | 2          | 3          | 9       | 8       | 1,125   | 374    | 366    | 1,022  |
| Szerbia (SRB)          | 0    | 0          | 5          | 2       | 15      | 0,133   | 297    | 407    | 0,730  |

| 2012. július 28. 22:00 (23:00) | Brazília (BRA)                                  | 3–2 | Törökország (TUR) | Earls Court Exhibition Centre, London Játékvezető: Andrej Zenovics (RUS), Mitchell Davidson (CAN) |
| 2012. július 28. 22:00 (23:00) | (25–18, 23–25, 25–19, 25–27, 15–12) Jegyzőkönyv |     |                   | Earls Court Exhibition Centre, London Játékvezető: Andrej Zenovics (RUS), Mitchell Davidson (CAN) |

| 2012. július 30. 16:45 (17:45) | Egyesült Államok (USA)                   | 3–1 | Brazília (BRA) | Earls Court Exhibition Centre, London Nézőszám: 15 000 Játékvezető: Tano Akihiko (JPN), Andrej Zenovics (RUS) |
| 2012. július 30. 16:45 (17:45) | (25–18, 25–17, 22–25, 25–21) Jegyzőkönyv |     |                | Earls Court Exhibition Centre, London Nézőszám: 15 000 Játékvezető: Tano Akihiko (JPN), Andrej Zenovics (RUS) |

| 2012. augusztus 1. 22:00 (23:00) | Brazília (BRA)                    | 0–3 | Dél-Korea (KOR) | Earls Court Exhibition Centre, London Nézőszám: 11 000 Játékvezető: Mitchell Davidson (CAN), Mitchell Salvatore (USA) |
| 2012. augusztus 1. 22:00 (23:00) | (23–25, 21–25, 21–25) Jegyzőkönyv |     |                 | Earls Court Exhibition Centre, London Nézőszám: 11 000 Játékvezető: Mitchell Davidson (CAN), Mitchell Salvatore (USA) |

| 2012. augusztus 3. 9:30 (10:30) | Brazília (BRA)                                  | 3–2 | Kína (CHN) | Earls Court Exhibition Centre, London Nézőszám: 11 000 Játékvezető: Denny Lassi (DOM), Hóbor Béla (HUN) |
| 2012. augusztus 3. 9:30 (10:30) | (25–16, 20–25, 25–18, 28–30, 15–10) Jegyzőkönyv |     |            | Earls Court Exhibition Centre, London Nézőszám: 11 000 Játékvezető: Denny Lassi (DOM), Hóbor Béla (HUN) |

| 2012. augusztus 5. 22:00 (23:00) | Brazília (BRA)                    | 3–0 | Szerbia (SRB) | Earls Court Exhibition Centre, London Nézőszám: 8000 Játékvezető: Karin Zahorcova (CZE), Tano Akihiko (JPN) |
| 2012. augusztus 5. 22:00 (23:00) | (25–10, 25–22, 25–16) Jegyzőkönyv |     |               | Earls Court Exhibition Centre, London Nézőszám: 8000 Játékvezető: Karin Zahorcova (CZE), Tano Akihiko (JPN) |

Negyeddöntő
| 2012. augusztus 7. 15:00 (16:00) | Oroszország (RUS)                               | 2–3 | Brazília (BRA) | Earls Court Exhibition Centre, London Nézőszám: 11 500 Játékvezető: Tano Akihiko (JPN), Ibrahim Al-Naama (QAT) |
| 2012. augusztus 7. 15:00 (16:00) | (26–24, 22–25, 25–19, 22–25, 19–21) Jegyzőkönyv |     |                | Earls Court Exhibition Centre, London Nézőszám: 11 500 Játékvezető: Tano Akihiko (JPN), Ibrahim Al-Naama (QAT) |

Elődöntő
| 2012. augusztus 9. 19:30 (20:30) | Brazília (BRA)                    | 3–0 | Japán (JPN) | Earls Court Exhibition Centre, London Nézőszám: 13 500 Játékvezető: Simone Santi (ITA), Mohamed Shaaban (EGY) |
| 2012. augusztus 9. 19:30 (20:30) | (25–18, 25–15, 25–18) Jegyzőkönyv |     |             | Earls Court Exhibition Centre, London Nézőszám: 13 500 Játékvezető: Simone Santi (ITA), Mohamed Shaaban (EGY) |

Döntő
| 2012. augusztus 11. 18:30 (19:30) | Brazília (BRA)                           | 3–1 | Egyesült Államok (USA) | Earls Court Exhibition Centre, London Nézőszám: 13 500 Játékvezető: Andrej Zenovics (RUS), Zorica Bjelić (SRB) |
| 2012. augusztus 11. 18:30 (19:30) | (11–25, 25–17, 25–20, 25–17) Jegyzőkönyv |     |                        | Earls Court Exhibition Centre, London Nézőszám: 13 500 Játékvezető: Andrej Zenovics (RUS), Zorica Bjelić (SRB) |

| Csapat         | Helyezés |
| -------------- | -------- |
| Brazília (BRA) |          |

### Strandröplabda

#### Férfi
| Versenyző                   | Csoportkör | Csoportkör | 16 közé jutásért  | Nyolcaddöntő                                                       | Negyeddöntő                                                                   | Elődöntő                                                          | Döntő                                                                     | Helyezés |
| Versenyző                   | Ellenfél Eredmény | Hely.      | Ellenfél Eredmény | Ellenfél Eredmény                                                  | Ellenfél Eredmény                                                             | Ellenfél Eredmény                                                 | Ellenfél Eredmény                                                         | Helyezés |
| --------------------------- | --- | ---------- | ----------------- | ------------------------------------------------------------------ | ----------------------------------------------------------------------------- | ----------------------------------------------------------------- | ------------------------------------------------------------------------- | -------- |
| Alison Cerutti Emanuel Rego | A csoport · Ausztria (AUT) · Clemens Doppler · Alexander Horst · 19–21, 21–17, 16–14 · Svájc (SUI) · Jefferson Bellaguarda · Patrick Heuscher · 21–17, 21–12 · Olaszország (ITA) · Daniele Lupo · Paolo Nicolai · 26–24, 21–18 | 1.         |                   | Németország (GER) · Jonathan Erdmann · Kay Matysik · 21–16, 21–14  | Lengyelország (POL) · Grzegorz Fijałek · Mariusz Prudel · 21–17, 16–21, 17–15 | Lettország (LAT) · Mārtiņš Pļaviņš · Jānis Šmēdiņš · 21–15, 22–20 | Németország (GER) · Julius Brink · Jonas Reckermann · 21–23, 21–16, 14–16 |          |
| Pedro Cunha Ricardo Santos  | F csoport · Norvégia (NOR) · Tarjei Skarlund · Martin Spinnangr · 21–14, 21–18 · Nagy-Britannia (GBR) · John Garcia Thompson · Steve Grotowski · 21–17, 21–12 · Kanada (CAN) · Josh Binstock · Martin Reader · 21–18, 24–22    | 1.         |                   | Spanyolország (ESP) · Adrián Gavira · Pablo Herrera · 21–18, 21–19 | Németország (GER) · Julius Brink · Jonas Reckermann · 15–21, 19–21            | kiesett                                                           | kiesett                                                                   | 5.       |

#### Női
| Versenyző                         | Csoportkör | Csoportkör | 16 közé jutásért  | Nyolcaddöntő                                                                | Negyeddöntő                                                   | Elődöntő                                                                   | Döntő                                                                      | Helyezés |
| Versenyző                         | Ellenfél Eredmény | Hely.      | Ellenfél Eredmény | Ellenfél Eredmény                                                           | Ellenfél Eredmény                                             | Ellenfél Eredmény                                                          | Ellenfél Eredmény                                                          | Helyezés |
| --------------------------------- | --- | ---------- | ----------------- | --------------------------------------------------------------------------- | ------------------------------------------------------------- | -------------------------------------------------------------------------- | -------------------------------------------------------------------------- | -------- |
| Juliana Felisberta Larissa França | A csoport · Mauritius (MRI) · Natacha Rigobert · Elodie Li Yuk Lo · 21–5, 21–10 · Németország (GER) · Katrin Holtwick · Ilka Semmler · 21–18, 21–13) · Csehország (CZE) · Lenka Háječková · Hana Klapalová · 21–12, 21–18             | 1.         |                   | Hollandia (NED) · Madelein Meppelink · Sophie van Gestel · 21–10, 21–17     | Németország (GER) · Sara Goller · Laura Ludwig · 21–10, 21–19 | Egyesült Államok (USA) · Jennifer Kessy · April Ross · 21–15, 19–21, 12–15 | Bronzmérkőzés · Kína (CHN) · Hszüe Csen · Csang Hszi · 11–21, 21–19, 15–12 |          |
| Maria Antonelli Talita Antunes    | E csoport · Hollandia (NED) · Madelein Meppelink · Sophie van Gestel · 21–10, 21–19) · Németország (GER) · Sara Goller · Laura Ludwig · 21–19, 29–31, 15–13 · Ausztrália (AUS) · Louise Bawden · Becchara Palmer · 18–21, 21–16, 15–9 | 1.         |                   | Csehország (CZE) · Kristýna Kolocová · Markéta Sluková · 16–21, 22–20, 9–15 | kiesett                                                       | kiesett                                                                    | kiesett                                                                    | 9.       |

## Sportlövészet
Férfi
| Versenyző     | Versenyszám | Selejtező | Selejtező | Döntő   | Döntő    |
| Versenyző     | Versenyszám | Pont      | Helyezés  | Pont    | Helyezés |
| ------------- | ----------- | --------- | --------- | ------- | -------- |
| Filipe Fuzaro | Dupla trap  | 131       | 17.       | kiesett | kiesett  |

Női
| Versenyző            | Versenyszám   | Selejtező | Selejtező | Döntő   | Döntő    |
| Versenyző            | Versenyszám   | Pont      | Helyezés  | Pont    | Helyezés |
| -------------------- | ------------- | --------- | --------- | ------- | -------- |
| Ana Luiza Souza Lima | Légpisztoly   | 367       | 43.       | kiesett | kiesett  |
| Ana Luiza Souza Lima | Sportpisztoly | 560       | 39.       | kiesett | kiesett  |

## Súlyemelés
Férfi
| Versenyző     | Versenyszám | Szakítás | Szakítás | Lökés    | Lökés    | Összesen | Helyezés |
| Versenyző     | Versenyszám | Eredmény | Helyezés | Eredmény | Helyezés | Összesen | Helyezés |
| ------------- | ----------- | -------- | -------- | -------- | -------- | -------- | -------- |
| Fernando Reis | +105 kg     | 180      | 13.      | 220      | 12.      | 400      | 12.      |

Női
| Versenyző          | Versenyszám | Szakítás | Szakítás | Lökés    | Lökés    | Összesen | Helyezés |
| Versenyző          | Versenyszám | Eredmény | Helyezés | Eredmény | Helyezés | Összesen | Helyezés |
| ------------------ | ----------- | -------- | -------- | -------- | -------- | -------- | -------- |
| Jaqueline Ferreira | 75 kg       | 102      | 8.       | 128      | 7.       | 230      | 8.       |

## Szinkronúszás
| Versenyző                     | Versenyszám | Technikai gyakorlat | Technikai gyakorlat | Selejtező        | Selejtező        | Selejtező  | Selejtező  | Döntő            | Döntő            | Döntő      | Döntő      | Helyezés |
| Versenyző                     | Versenyszám | Technikai gyakorlat | Technikai gyakorlat | Szabad gyakorlat | Szabad gyakorlat | Összesítés | Összesítés | Szabad gyakorlat | Szabad gyakorlat | Összesítés | Összesítés | Helyezés |
| Versenyző                     | Versenyszám | Pont                | Hely.               | Pont             | Hely.            | Pont       | Hely.      | Pont             | Hely.            | Pont       | Hely.      | Helyezés |
| ----------------------------- | ----------- | ------------------- | ------------------- | ---------------- | ---------------- | ---------- | ---------- | ---------------- | ---------------- | ---------- | ---------- | -------- |
| Nayara Figueira Lara Teixeira | Páros       | 87,100              | 12.                 | 87,000           | 13.              | 174,100    | 13.        | kiesett          | kiesett          | kiesett    | kiesett    | 13.      |

## Taekwondo
Férfi
| Versenyző      | Versenyszám | Nyolcaddöntő                   | Negyeddöntő                    | Elődöntő                                     | Vigaszág elődöntő | Bronz- mérkőzés               | Döntő             | Helyezés |
| Versenyző      | Versenyszám | Ellenfél Eredmény              | Ellenfél Eredmény              | Ellenfél Eredmény                            | Ellenfél Eredmény | Ellenfél Eredmény             | Ellenfél Eredmény | Helyezés |
| -------------- | ----------- | ------------------------------ | ------------------------------ | -------------------------------------------- | ----------------- | ----------------------------- | ----------------- | -------- |
| Diogo da Silva | Pehelysúly  | Dmitriy Kim (UZB) · 3–2 (h.h.) | Mohammad Abu Libde (JOR) · 7–5 | Mohammad Bagheri Motamed (IRI) · 5–5 (bírói) |                   | Terrence Jennings (USA) · 5–8 |                   | 5.       |

Női
| Versenyző         | Versenyszám | Nyolcaddöntő            | Negyeddöntő       | Elődöntő          | Vigaszág elődöntő | Bronz- mérkőzés   | Döntő             | Helyezés |
| Versenyző         | Versenyszám | Ellenfél Eredmény       | Ellenfél Eredmény | Ellenfél Eredmény | Ellenfél Eredmény | Ellenfél Eredmény | Ellenfél Eredmény | Helyezés |
| ----------------- | ----------- | ----------------------- | ----------------- | ----------------- | ----------------- | ----------------- | ----------------- | -------- |
| Natália Falavigna | Nehézsúly   | I Indzsong (KOR) · 9–13 | kiesett           | kiesett           |                   |                   |                   | 11.      |

## Tenisz
Férfi
| Versenyző                 | Versenyszám | 64-es főtábla                                 | 32-es főtábla                                                             | Nyolcaddöntő                                                        | Negyeddöntő                                                          | Elődöntő          | Bronz- mérkőzés   | Döntő             | Helyezés |
| Versenyző                 | Versenyszám | Ellenfél Eredmény                             | Ellenfél Eredmény                                                         | Ellenfél Eredmény                                                   | Ellenfél Eredmény                                                    | Ellenfél Eredmény | Ellenfél Eredmény | Ellenfél Eredmény | Helyezés |
| ------------------------- | ----------- | --------------------------------------------- | ------------------------------------------------------------------------- | ------------------------------------------------------------------- | -------------------------------------------------------------------- | ----------------- | ----------------- | ----------------- | -------- |
| Thomaz Bellucci           | Egyes       | Jo-Wilfried Tsonga (FRA) · 7–6(7–5), 4–6, 4–6 | kiesett                                                                   | kiesett                                                             | kiesett                                                              | kiesett           | kiesett           | kiesett           | 33.      |
| Marcelo Melo Bruno Soares | Páros       |                                               | Egyesült Államok (USA) · John Isner · Andy Roddick · 6–2, 6–4             | Csehország (CZE) · Tomáš Berdych · Radek Štěpánek · 1–6, 6–4, 24–22 | Franciaország (FRA) · Michaël Llodra · Jo-Wilfried Tsonga · 4–6, 2–6 | kiesett           | kiesett           | kiesett           | 5.       |
| Thomaz Bellucci André Sá  | Páros       |                                               | Egyesült Államok (USA) · Bob Bryan · Mike Bryan · 6–7(5–7), 7–6(7–5), 3–6 | kiesett                                                             | kiesett                                                              | kiesett           | kiesett           | kiesett           | 17.      |

## Torna
Férfi
| Versenyző      | Versenyszám      | Selejtező | Selejtező | Döntő    | Döntő    |
| Versenyző      | Versenyszám      | Pontszám  | Helyezés  | Pontszám | Helyezés |
| -------------- | ---------------- | --------- | --------- | -------- | -------- |
| Sérgio Sasaki  | Talaj            | 14,533    | 36.       | kiesett  | kiesett  |
| Sérgio Sasaki  | Korlát           | 15,200    | 17.       | kiesett  | kiesett  |
| Sérgio Sasaki  | Nyújtó           | 14,533    | 28.       | kiesett  | kiesett  |
| Sérgio Sasaki  | Gyűrű            | 14,633    | 29.       | kiesett  | kiesett  |
| Sérgio Sasaki  | Lólengés         | 14,033    | 29.       | kiesett  | kiesett  |
| Sérgio Sasaki  | Egyéni összetett | 89,132    | 11.       | 88,965   | 10.      |
| Diego Hypólito | Talaj            | 13,766    | 59.       | kiesett  | kiesett  |
| Arthur Zanetti | Gyűrű            | 15,616    | 4.        | 15,900   |          |

Női
| Versenyző                                                                      | Versenyszám      | Selejtező | Selejtező | Döntő    | Döntő    |
| Versenyző                                                                      | Versenyszám      | Pontszám  | Helyezés  | Pontszám | Helyezés |
| ------------------------------------------------------------------------------ | ---------------- | --------- | --------- | -------- | -------- |
| Bruna Leal                                                                     | Talaj            | 13,433    | 43.       | kiesett  | kiesett  |
| Bruna Leal                                                                     | Felemás korlát   | 12,466    | 64.       | kiesett  | kiesett  |
| Bruna Leal                                                                     | Gerenda          | 12,800    | 52.       | kiesett  | kiesett  |
| Bruna Leal                                                                     | Egyéni összetett | 52,765    | 36.       | kiesett  | kiesett  |
| Daniele Hypólito                                                               | Talaj            | 11,900    | 80.       | kiesett  | kiesett  |
| Daniele Hypólito                                                               | Felemás korlát   | 12,900    | 56.       | kiesett  | kiesett  |
| Daniele Hypólito                                                               | Gerenda          | 14,166    | 23.       | kiesett  | kiesett  |
| Daniele Hypólito                                                               | Egyéni összetett | 52,732    | 37.       | kiesett  | kiesett  |
| Ethiene Franco                                                                 | Talaj            | 13,166    | 50.       | kiesett  | kiesett  |
| Ethiene Franco                                                                 | Felemás korlát   | 12,933    | 55.       | kiesett  | kiesett  |
| Ethiene Franco                                                                 | Gerenda          | 13,000    | 48.       | kiesett  | kiesett  |
| Ethiene Franco                                                                 | Egyéni összetett | 52,665    | 38.       | kiesett  | kiesett  |
| Daiane dos Santos                                                              | Talaj            | 14,166    | 17.       | kiesett  | kiesett  |
| Daiane dos Santos                                                              | Felemás korlát   | 12,966    | 54.       | kiesett  | kiesett  |
| Harumy de Freitas                                                              | Gerenda          | 12,033    | 67.       | kiesett  | kiesett  |
| Daiane dos Santos Ethiene Franco Bruna Leal Daniele Hypólito Harumy de Freitas | Csapat összetett | 161,295   | 12.       | kiesett  | kiesett  |

## Triatlon
| Versenyző        | Versenyszám | 1,5 km úszás | Depózás 1 | 40 km kerékpározás | Depózás 2 | 10 km futás | Összesítés | Összesítés |
| Versenyző        | Versenyszám | Idő          | Idő       | Idő                | Idő       | Idő         | Idő        | Helyezés   |
| ---------------- | ----------- | ------------ | --------- | ------------------ | --------- | ----------- | ---------- | ---------- |
| Reinaldo Colucci | Férfi       | 18:56        | 0:41      | 58:47              | 0:28      | 32:07       | 1:50:59    | 36.        |
| Diogo Sclebin    | Férfi       | 18:10        | 0:41      | 59:36              | 0:31      | 32:53       | 1:51:51    | 44.        |
| Pâmella Oliveira | Női         | 18:27        | 0:42      | 1:08:16            | 0:36      | 36:01       | 2:04:02    | 30.        |

## Úszás
Férfi
| Versenyző                                                           | Versenyszám            | Előfutam | Előfutam | Előfutam | Elődöntő | Elődöntő | Elődöntő | Döntő   | Döntő    |
| Versenyző                                                           | Versenyszám            | Idő      | Hely.    | Össz.    | Idő      | Hely.    | Össz.    | Idő     | Helyezés |
| ------------------------------------------------------------------- | ---------------------- | -------- | -------- | -------- | -------- | -------- | -------- | ------- | -------- |
| Bruno Fratus                                                        | 50 m gyors             | 21,82    | 2.       | 3.       | 21,63    | 1.       | 4.       | 21,61   | 4.       |
| César Cielo Filho                                                   | 50 m gyors             | 21,80    | 1.       | 2.       | 21,54    | 1.       | 1.*      | 21,59   |          |
| César Cielo Filho                                                   | 100 m gyors            | 48,67    | 5.       | 10.*     | 48,17    | 2.       | 5.       | 47,92   | 6.       |
| Nicolas Oliveira                                                    | 100 m gyors            | 49,51    | 8.       | 24.      | kiesett  | kiesett  | kiesett  | kiesett | kiesett  |
| Nicolas Oliveira Bruno Fratus Nicholas Santos Marcelo Chierighini   | 4 × 100 m gyorsváltó   | 3:16,14  | 4.       | 9.       |          |          |          | kiesett | kiesett  |
| Daniel Orzechowski                                                  | 100 m hát              | 55,16    | 8.       | 28.      | kiesett  | kiesett  | kiesett  | kiesett | kiesett  |
| Leonardo de Deus                                                    | 200 m hát              | 1:58,22  | 5.       | 16.      | 1:58,14  | 7.       | 13.      | kiesett | kiesett  |
| Leonardo de Deus                                                    | 200 m pillangó         | 1:58,03  | 7.       | 21.      | kiesett  | kiesett  | kiesett  | kiesett | kiesett  |
| Kaio Almeida                                                        | 200 m pillangó         | 1:56,99  | 5.       | 17.*     | kiesett  | kiesett  | kiesett  | kiesett | kiesett  |
| Kaio Almeida                                                        | 100 m pillangó         | 53,14    | 8.       | 28.      | kiesett  | kiesett  | kiesett  | kiesett | kiesett  |
| Felipe França Silva                                                 | 100 m mell             | 1:00,38  | 6.       | 15.      | 1:00,01  | 5.       | 12.      | kiesett | kiesett  |
| Felipe Lima                                                         | 100 m mell             | 1:00,57  | 5.       | 16.      | 1:00,08  | 8.       | 13.      | kiesett | kiesett  |
| Tales Cerdeira                                                      | 200 m mell             | 2:11,05  | 4.       | 14.      | 2:09,77  | 4.       | 9.       | kiesett | kiesett  |
| Henrique Barbosa                                                    | 200 m mell             | 2:12,05  | 6.       | 19.      | kiesett  | kiesett  | kiesett  | kiesett | kiesett  |
| Henrique Rodrigues                                                  | 200 m vegyes           | 1:59,37  | 4.       | 10.      | 1:59,58  | 5.       | 12.      | kiesett | kiesett  |
| Thiago Pereira                                                      | 200 m vegyes           | 1:58,31  | 2.       | 5.       | 1:57,45  | 2.       | 4.       | 1:56,74 | 4.       |
| Thiago Pereira                                                      | 400 m vegyes           | 4:12,39  | 2.       | 4.       |          |          |          | 4:08,86 |          |
| Thiago Pereira Felipe França Silva Kaio Almeida Marcelo Chierighini | 4 × 100 m vegyes váltó | 3:37,00  | 8.       | 15.      |          |          |          | kiesett | kiesett  |

Női
| Versenyző         | Versenyszám      | Előfutam      | Előfutam      | Előfutam | Elődöntő | Elődöntő | Elődöntő | Döntő   | Döntő    |
| Versenyző         | Versenyszám      | Idő           | Hely.         | Össz.    | Idő      | Hely.    | Össz.    | Idő     | Helyezés |
| ----------------- | ---------------- | ------------- | ------------- | -------- | -------- | -------- | -------- | ------- | -------- |
| Graciele Herrmann | 50 m gyors       | 25,44         | 7.            | 22.      | kiesett  | kiesett  | kiesett  | kiesett | kiesett  |
| Daynara de Paula  | 100 m gyors      | 55,94         | 3.            | 26.      | kiesett  | kiesett  | kiesett  | kiesett | kiesett  |
| Daynara de Paula  | 100 m pillangó   | 1:00,14       | 8.            | 33.      | kiesett  | kiesett  | kiesett  | kiesett | kiesett  |
| Fabíola Molina    | 100 m hát        | 1:01,40       | 7.            | 24.      | kiesett  | kiesett  | kiesett  | kiesett | kiesett  |
| Joanna Maranhão   | 200 m pillangó   | 2:13,17       | 8.            | 26.      | kiesett  | kiesett  | kiesett  | kiesett | kiesett  |
| Joanna Maranhão   | 200 m vegyes     | 2:14,26       | 7.            | 16.      | 2:14,74  | 8.       | 15.      | kiesett | kiesett  |
| Poliana Okimoto   | 10 km nyílt vízi | nem ért célba | nem ért célba |          |          |          |          |         |          |

* - egy másik versenyzővel azonos eredményt ért el

## Vitorlázás
Férfi
| Versenyző                  | Versenyszám     | Futam | Futam | Futam | Futam | Futam | Futam | Futam | Futam | Futam | Futam | Futam   | Pontszám | Helyezés |
| Versenyző                  | Versenyszám     | 1     | 2     | 3     | 4     | 5     | 6     | 7     | 8     | 9     | 10    | É       | Pontszám | Helyezés |
| -------------------------- | --------------- | ----- | ----- | ----- | ----- | ----- | ----- | ----- | ----- | ----- | ----- | ------- | -------- | -------- |
| Ricardo Santos             | Szörfvitorlázás | 14    | 9     | 14    | (21)  | 14    | 22    | 4     | 10    | 5     | 18    | 10      | 113      | 9.       |
| Bruno Fontes               | Laser           | 17    | 2     | 12    | 19    | 10    | (27)  | 23    | 21    | 16    | 5     | kiesett | 125      | 13.      |
| Jorge Zarif                | Finn dingi      | 15    | 20    | 15    | 20    | 16    | 24    | 14    | (21)  | 19    | 21    | kiesett | 161      | 20.      |
| Bruno Prada Robert Scheidt | Csillaghajó     | 4     | 1     | (9)   | 6     | 2     | 1     | 3     | 5     | 1     | 3     | 14      | 40       |          |

Női
| Versenyző                       | Versenyszám     | Futam | Futam | Futam | Futam | Futam | Futam | Futam | Futam | Futam | Futam | Futam   | Pontszám | Helyezés |
| Versenyző                       | Versenyszám     | 1     | 2     | 3     | 4     | 5     | 6     | 7     | 8     | 9     | 10    | É       | Pontszám | Helyezés |
| ------------------------------- | --------------- | ----- | ----- | ----- | ----- | ----- | ----- | ----- | ----- | ----- | ----- | ------- | -------- | -------- |
| Patrícia Freitas                | Szörfvitorlázás | 13    | 13    | 16    | 12    | 13    | 17    | 16    | (19)  | 2     | 8     | kiesett | 102      | 14.      |
| Adriana Kostiw                  | Laser radial    | 11    | 15    | 27    | 31    | 25    | 17    | (42)  | 26    | 30    | 34    | kiesett | 126      | 25.      |
| Ana Barbachan Fernanda Oliveira | 470-es osztály  | 11    | 5     | (14)  | 1     | 6     | 10    | 10    | 9     | 5     | 4     | 14      | 75       | 6.       |

## Vívás
Férfi
| Versenyző       | Versenyszám       | Selejtező                   | 32-es főtábla                | Nyolcaddöntő      | Negyeddöntő       | Elődöntő          | Bronz- mérkőzés   | Döntő             | Helyezés |
| Versenyző       | Versenyszám       | Ellenfél Eredmény           | Ellenfél Eredmény            | Ellenfél Eredmény | Ellenfél Eredmény | Ellenfél Eredmény | Ellenfél Eredmény | Ellenfél Eredmény | Helyezés |
| --------------- | ----------------- | --------------------------- | ---------------------------- | ----------------- | ----------------- | ----------------- | ----------------- | ----------------- | -------- |
| Athos Schwantes | Párbajtőr, egyéni |                             | Bas Verwijlen (NED) · 10–15  | kiesett           | kiesett           | kiesett           | kiesett           | kiesett           | 17.      |
| Guilherme Toldo | Tőr, egyéni       | Lahoussine Ali (MAR) · 15–6 | Race Imboden (USA) · 5–15    | kiesett           | kiesett           | kiesett           | kiesett           | kiesett           | 17.      |
| Renzo Agresta   | Kard, egyéni      |                             | Benedikt Wagner (GER) · 6–15 | kiesett           | kiesett           | kiesett           | kiesett           | kiesett           | 17.      |